# Память о С. М. Кирове

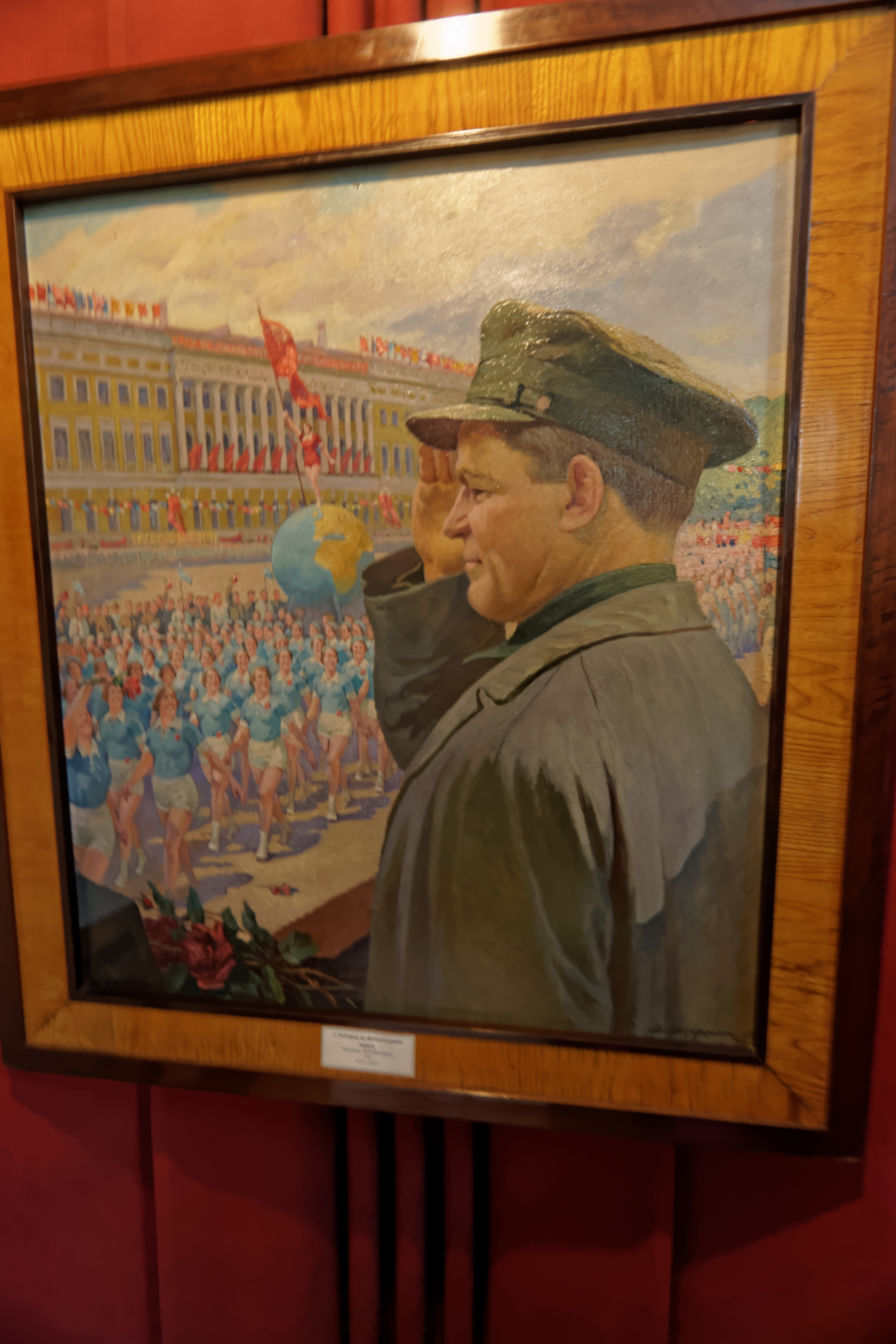
Киров приветствует демонстрацию трудящихся на площади 25 Октября в Ленинграде. Портрет из мемориальной квартиры С. М. Кирова на Каменноостровском проспекте

Образ С. М. Кирова (1886—1934), советского партийного и государственного деятеля, был увековечен во многочисленных памятниках, произведениях искусства, а также топонимах на всей территории бывшего Советского Союза. Массовые переименования географических объектов, а также установка памятников в честь Кирова началась буквально через несколько недель после его гибели. В постсоветское время[когда?] стала характерна обратная тенденция — возвращение прежних названий и снос памятников С. М. Кирову.

## Объекты, названные в честь Кирова
Именем Кирова в СССР было названо огромное количество объектов: несколько городов, группа островов в Ленинграде и в Карском море, Ленинградский государственный академический театр оперы и балета (носил имя С. М. Кирова с 1935 по 1992 год), Кировский завод (был переименован одним из первых, через 16 дней после убийства Кирова), лёгкий крейсер Балтийского флота, опытный тяжёлый двухбашенный танк, серия электровозов, большое количество предприятий, населённых пунктов, учебных заведений, военных частей и т. п.
К 1952 году в СССР насчитывалось 1178 улиц, площадей и переулков имени Кирова, 241 населенный пункт, 3078 колхозов и совхозов, 158 памятников и мемориальных досок.
В России в 2017 году насчитывалось более 4 тысяч «Кировских» проспектов, улиц, переулков, проездов и площадей, большая часть которых названа в честь С. М. Кирова, из них — 2611 улиц, 190 переулков, 20 проспектов, 10 проездов и 8 площадей и 1 бульвар названы конкретно в честь С. М. Кирова, остальные прилагательными образованными от псевдонима. 

### Географические объекты
- Острова Сергея Кирова
- Кировское водохранилище — искусственные водохранилища в Казахстане и Киргизии
- Бухта Кировская — бухта в Финском заливе

### Административно-территориальные единицы
- Кировский край (существовал в 1934—1936 годах)
- Кировская область — область в составе Приволжского федерального округа, образованная в 1936 г. путём преобразования Кировского края
- Кировоградская область — область в центральной части Украины
- Кирово-Чепецкий район — административная единица Кировской области
- Кировский район — районы России, Украины и Беларуси, а также бывшие (переименованные) Кировские районы СССР
- Микрорайон имени Кирова — микрорайоны в составе городов Рыбинск и Ковров

Населённые пункты
- Киров (до 1780 г. — Хлынов, до 1934 г. — Вятка) — административный центр Кировской области
- Киров (до 1936 г. — посёлок Песочня) — город в Калужской области
- Кировград (до 1935 года — Калата) — город в Свердловской области
- Кирово-Чепецк — город в Кировской области, административный центр Кирово-Чепецкого района
- Кировакан (до 1935 г. — Караклис, после 1993 г. — Ванадзор) — третий по величине город Армении после Еревана и Гюмри. Административный центр Лорийской области
- Кировобад (до 1804 г. — Гянджа, в 1804—1918 гг. — Елисаветполь, Елизаветпо́ль, в 1918—1935 гг. — Ганджа, в 1935—1989 гг. — Кироваба́д) — город республиканского подчинения Азербайджана, третий по численности населения и второй по площади в стране
- Кировск (до 1934 г. — Хибиногорск) — город в Мурманской области
- Кировск (до 1953 г. — Невдубстрой) — город в Ленинградской области
- Кировск (Голубовка) — город в Луганской области, Украина
- Кировск — город в Могилёвской области, Беларусь
- Кировское (Крестовка) — город в Донецкой области, Украина
- Кировский (до 1939 года — Успенка) — посёлок городского типа в Приморском крае
- Кировское (до 1945 г. — Исля́м-Тере́к) — посёлок городского типа в Крыму
- Кировская — населённые пункты в России и Беларуси
- Кировский — посёлки в России и Таджикистане
- Кировское — посёлки и сёла в России, Беларуси, Казахстане и Украине
- Кирова — посёлки, сёла и хутора в России и Беларуси
- Кировка — населённые пункты в России и Казахстане
- Кирово — деревни и сёла в России, Беларуси, Болгарии, Казахстане, Молдавии и Украине
- Киров — посёлки, сёла и хутора в России, Беларуси, Грузии, Казахстане и Южной Осетии

### Предприятия
- Кировский завод (до 1922 г. — Путиловский завод, до 17 декабря 1934 г. — Красный Путиловец), Санкт-Петербург
- Кировская железная дорога (до 1935 года — Мурманская железная дорога)
- Тираспольский завод литейных машин имени С.М. Кирова (в настоящее время — ОАО «Литмаш») — машиностроительный завод в Приднестровье
- Гомельский станкостроительный завод им. С. М. Кирова (в настоящее время — ОАО «СтанкоГомель»)
- Могилёвский автомобильный завод им. С. М. Кирова (в настоящее время — филиал предприятия «Белорусский автомобильный завод»)
- Станкостроительный завод им. С. М. Кирова, Минск
- Завод им. Кирова, Петропавловск (Казахстан)
- Макеевский металлургический завод имени С. М. Кирова, Макеевка (Украина)
- Шахта № 1 «Кирова», Макеевка (Украина)
- Шахта имени С. М. Кирова, Ленинск-Кузнецкий, Кемеровская область
- Шахта им. С. М. Кирова, Сланцы, Ленинградская область
- Машиностроительный завод имени С. М. Кирова (Алма-Ата)
- Ленинградский комбинат хлебопродуктов им. С. М. Кирова (Санкт-Петербург)
- Завод подъёмно-транспортного оборудования имени С. М. Кирова — разработчик и производитель кранов и лифтов в Санкт-Петербурге.
- Прядильно-ниточный комбинат им. С. М. Кирова,с 1850 по 1920 гг. — Бумагопрядильная фабрика компании Невской бумагопрядильной мануфактуры (Санкт-Петербург)
- Судоверфь им. Кирова, Астрахань
- Завод синтетического каучука имени С. М. Кирова (Ереван)

### Техника

#### Железнодорожная техника
- Электровоз «Сергей Киров» — грузопассажирский электровоз, выпускавшийся с 1936 по 1938 год
- KIROW — марка немецких балковозов и подъёмных кранов на железнодорожном ходу, а также компания, их производящая

#### Трактора и танки
- СМК «Сергей Миронович Киров» — тяжёлый советский танк
- К-700 «Кировец» — советский колёсный трактор общего назначения повышенной проходимости, тяговый класс 5

#### Корабли и теплоходы
- Киров (монитор) — советский монитор типа «Шквал».
- Пограничные сторожевые корабли типа «Киров» — серия пограничных сторожевых кораблей (ПСКР) пограничной охраны НКВД
  - «Киров» — ПСКР, вступивший в строй в 1935 году, головной корабль серии
- Киров (регистровый номер 006826) — паровой буксир, работавший 1811 по 1958 гг.
- Сергей Киров (енисейский буксир) — паровой буксир, работавший с 1895 по 1959 год на Енисее
- С. Киров (паровой буксир) — паровой буксир, работавший с 1896 по 1959 год в Сухонском речном пароходстве.
- Киров (регистровый номер 131045) — паровой буксир, работавший на Ангаре 1933 по 1964 гг.
- Киров (регистровый номер 005897) — паровой буксир, работавший на реке Москва с 1937 по 1967 гг.
- С. М. Киров (обский пароход) — пассажирский пароход ходивший по Оби c 1935 по 1959 год и перестроенный в дебаркадер «Томск-1»
- Крейсера проекта 26 типа «Киров» — серия советских лёгких крейсеров 1934 г.
  - Киров (крейсер) — советский лёгкий крейсер, головной корабль проекта 26 (ноябрь 1936 г.)
- «С. М. Киров» (пароход) — волжский речной колесный буксирный пароход типа «Усыскин», 1935 г.
- Киров (канонерская лодка) — волжский пароход, прославившийся во время Сталинградской битвы в качестве канонерской лодки 1941—1943 гг.
- Киров (разъездное судно) — разъездное судно проекта Р-376У, работавшее на Амуре с 1960 года
  - Kirov-class — название проекта «1144 (Орлан)» советских атомных ракетных крейсеров по классификации НАТО, 1973 г.
- Киров (атомный крейсер) — головное судно проекта 1144 (Орлан) 1980 г.; в 1992 г. был переименован в «Адмирал Ушаков»
- Сергей Киров — круизный четырёхпалубный теплоход проекта 302, построен на верфи VEB Elbewerften Boizenburg/Roßlau, Бойценбург (ГДР) во II серии в 1987 году, построенный на верфи в Бойценбурге, ГДР; в 2012 году после реконструкции переименован в «Викинг Трувор»
- Киров — сторожевой корабль, заложенный в 1990 г. по заказу морских частей погранвойск КГБ СССР. В июне 1992 г. перешёл в собственность ВМС Украины и был переименован в «Гетман Сагайдачный»; флагман ВМС Украины

### ЧастиРККА
- 3-я авиационная бригада особого назначения им. С. М. Кирова (1935—1938)
- 201-я воздушно-десантная бригада им. С. М. Кирова (1938—1942)
- 20-я тяжёлая танковая бригада им. С. М. Кирова (1939—1941)

### Учебные заведения
- Санкт-Петербургский государственный лесотехнический университет им. С. М. Кирова (с 27 сентября 1935 г., до 1914 г. - Санкт-Петербургский лесной институт)
- Военно-медицинская академия им. С. М. Кирова, Санкт-Петербург (с 1935 г., в 1808—1917 годах — Императорская академия)
- Псковский государственный педагогический университет им. С. М. Кирова
- Челябинский энергетический колледж им. Кирова
- Краснознамённый учебный отряд подводного плавания им. С. М. Кирова
- Лайтурский совхоз-техникум имени С. М. Кирова (Махарадзевский р-н, Грузинская ССР)

### Культурные, спортивные и медицинские заведения
- Стадион имени С. М. Кирова, Санкт-Петербург (1950—2006, снесён)
- Дворец культуры им. Кирова, Санкт-Петербург
- Дворец культуры им. Кирова, Пермь
- Детский дом культуры им. Кирова, Пермь
- Дворец культуры нефтяников им. Кирова, Ишимбай
- Дом Культуры им. Кирова, Воронеж
- Дворец культуры имени С. М. Кирова, Волгоград
- Городская клиническая больница № 3 имени С. М. Кирова, Астрахань
- Городская поликлиника № 1 им. Кирова, Ульяновск

### Городские топонимы
- Кировский завод — станция метро в Санкт-Петербурге
- Кировские районы
- Кировская площадь в Санкт-Петербурге
- Кировские мосты
- Кировские проспекты
- Кировские улицы
- Кировские переулки
- Кировские проезды
- площади Кирова
- проспекты Кирова
- улицы Кирова
- проезды Кирова
- переулки Кирова
- бульвары Кирова
- Центральный парк культуры и отдыха имени С. М. Кирова, Санкт-Петербург
- Библиотека Кировских островов
- Детский парк им. Кирова, Ереван
- Парк им. Кирова в Новосибирске.
- Парки им. Кирова в Пятигорске, Сыктывкаре, Уральске, а также скверы в Астрахани, Вологде и Иркутске
- Кировская пойма в природно-историческом парке «Москворецкий». Имя Кирова также неофициально носит расположенный рядом Кировский затон, однако на картах он обозначается как Спасский.
- Улицы Кострикова в городах Кемерово и Аша (названные в честь его настоящей фамилии)

### Игры
- Тяжёлый дирижабль-бомбардировщик в серии игр Command & Conquer: Red Alert

### Почтовые марки
- 40 к. — Киров С. М. — С. М. Киров (1886—1934). К годовщине со дня смерти (1935)
- 40 к. — Портрет С. М. Кирова — 70 лет со дня рождения (1956)[6]
- 4 к. — Киров С. М. — С. М. Киров (1886—1934) (1966)
- 5 к. — Киров С. М. — С. М. Киров (1886—1934) (1986)

Почтовые марки
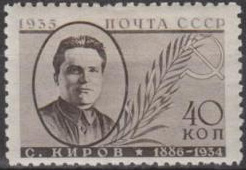
СССР, 1935 год
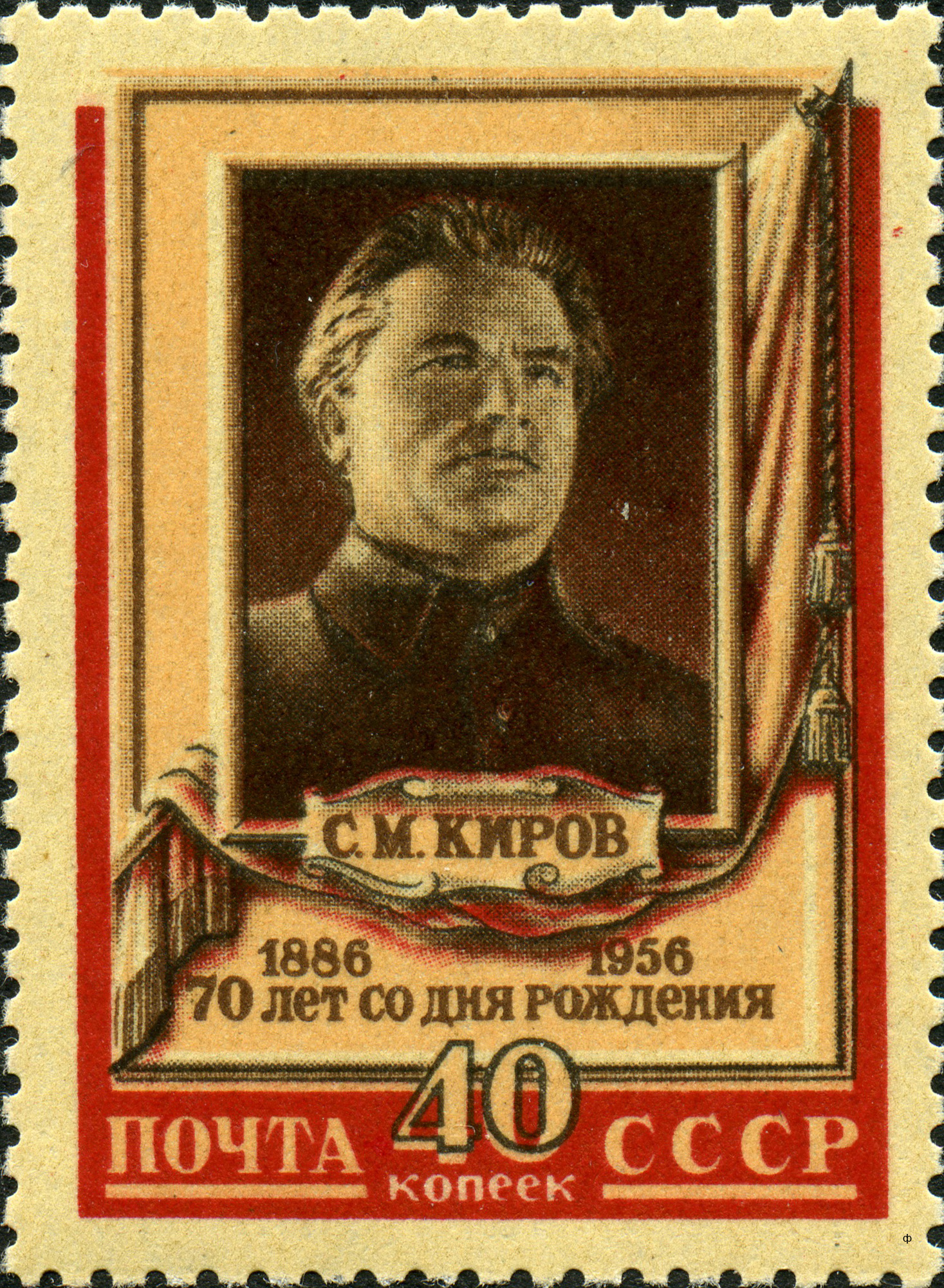
СССР, 1956 год
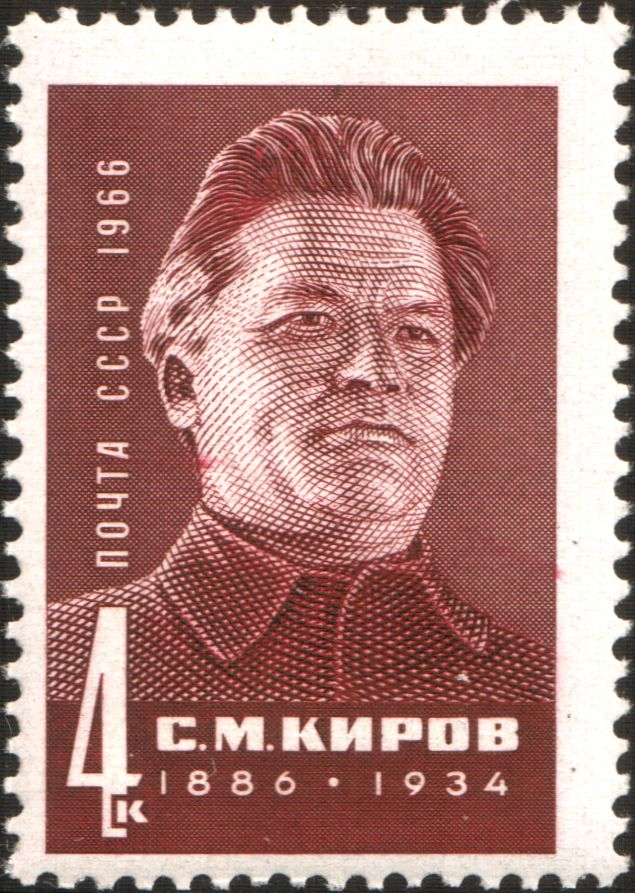
СССР, 1966 год
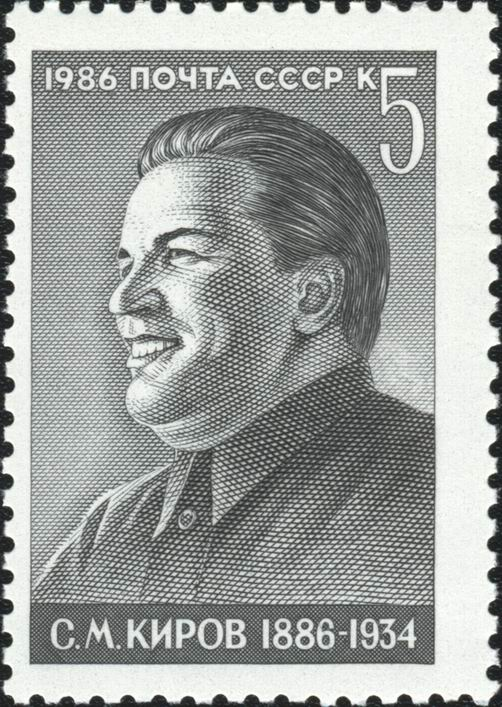
СССР, 1986 год
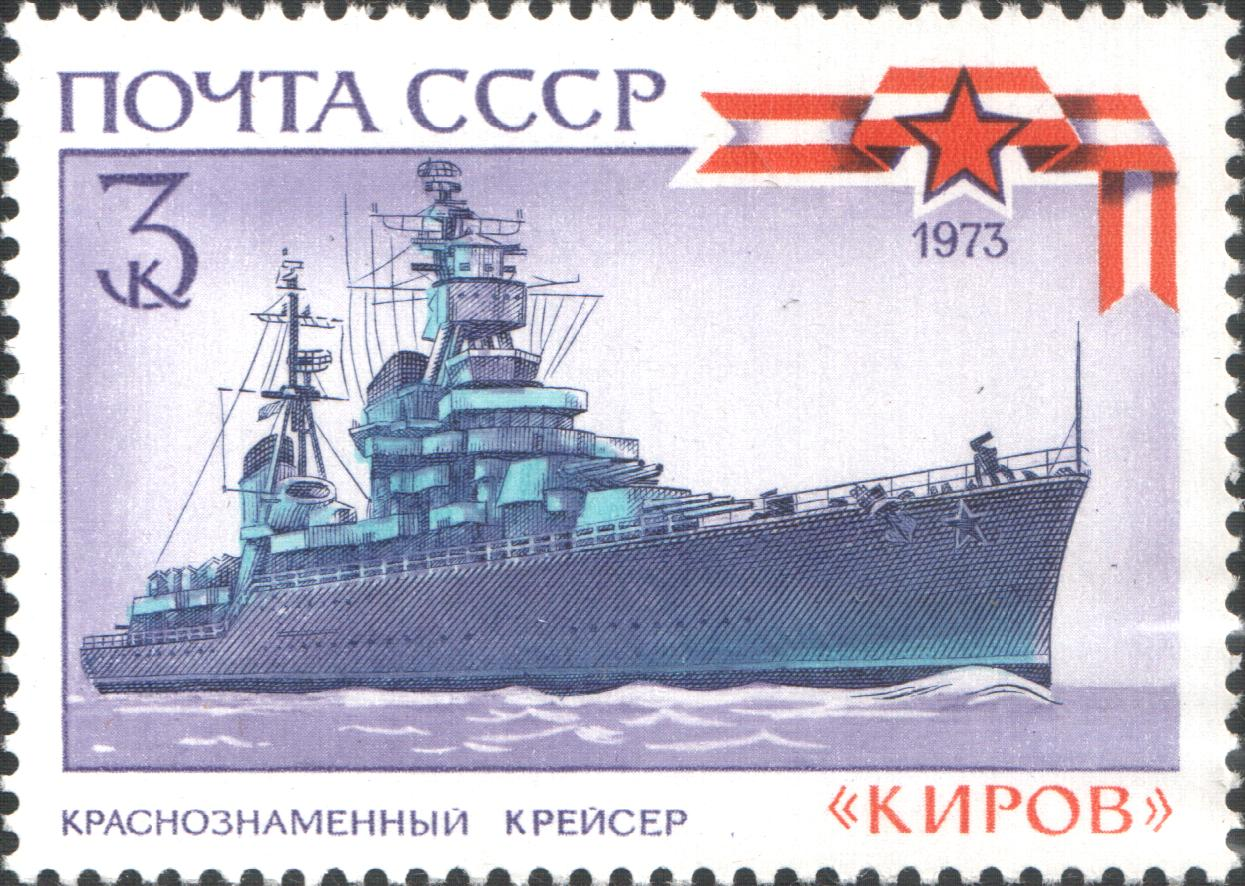
СССР, 1973 год

## Образ Кирова в культуре и творчестве
- Киров появляется в пьесе Ильи Кремлёва «Крепость на Волге», поставленной в 1951 году в московском Театре им. Вахтангова, где роль Сергея Мироновича исполнил Михаил Ульянов.
- Киров послужил прообразом главного героя секретаря обкома Петра Шахова (Николай Боголюбов) в двухсерийном фильме режиссёра Фридриха Эрмлера «Великий гражданин» (1939 год). В 1941 году фильм получил две Сталинские премии, за каждую серию.
- Работа Кирова на Кавказе в годы гражданской войны была художественно отображена в фильме 1938 года «Друзья».
- В 1939 году выходит первая пьеса о юности Кирова «Сергей Костриков» А. Голубевой.
- «Мальчик из Уржума» — книга А. Голубевой о детстве и юношестве Кирова.
- Убийство Кирова и обстоятельства с ним связанные являются одной из сюжетных линий в романе Рыбакова А. Н. «Дети Арбата».

### Киновоплощения
- Георгий Бельникевич «Клятва», 1946
- Юрий Дубровин «Лавина с гор», 1958
- Валериан Виноградов «Костры на башнях», 1968; «Взрыв после полуночи», 1969
- Евгений Гвоздёв «Хозяин», 1970; «Челюскинцы», 1984
- Вячеслав Петров «Николай Вавилов», 1990
- Борис Кожемякин «Миф о Леониде», 1991
- Кевин Макнелли «Сталин», 1992
- Виктор Запорожский «Дети Арбата», 2004
- Роман Мадянов «Есенин», 2005
- Сергей Беляев «Жена Сталина», 2006
- Владимир Павленко «Сталин с нами», 2013.

## Музеи
- Во Владикавказе на улице Кирова действует музей-квартира С. М. Кирова — филиал Национального музея Республики Северная Осетия -Алания.
- В Новосибирске музей С. М. Кирова открыт 30 октября 1947 г. на улице Ленина № 23 (фото Архивная копия от 23 сентября 2016 на Wayback Machine). В восстановленном деревянном доме, где в одной из комнат в 1908 г. Киров кратковременно проживал вместе с одним из руководителей Обской группы РСДРП А. И. Петуховым, были собраны материалы, относящиеся к революционной деятельности С. М. Кирова в Сибири.
- В Уржуме действует музей-дом С. М. Кирова, где он родился и жил в детстве.
- В Санкт-Петербурге работает Музей С. М. Кирова,[7] филиал Государственного музея истории Санкт-Петербурга. Музей расположен в Доме Бенуа, в котором С. М. Киров проживал с 1926 по 1934 годы. Центральной экспозицией музея является экспозиция «Мемориальная квартира С. М. Кирова». В одном из залов музея воссоздан кабинет С. М. Кирова в Смольном[8].

## Памятники

Памятная доска в Санкт-Петербурге

В Армавире, Астрахани в сквере С.М. Кирова на ул. Чернышевского у здания Ростелекома, у здания ДК Моряков в мкрн. имени 10 лет Октября, Боровичах, Быхове (военный городок «Быхов-1»), Великом Новгороде, Владикавказе, Великом Устюге, Екатеринбурге, Ишимбае, Йошкар-Оле, Казани, Калуге (недоступная ссылка), Каспийске, Кирове, Кировограде Архивная копия от 27 января 2016 на Wayback Machine, Кировском (в Приморском крае), Кулебаки (Нижегородская область), Кронштадте, Ленинск-Кузнецком, Макеевке Донецкой области, Малых Копанях, Махачкале, Медвежьегорске, Минске, Москве (на улице Добролюбова, Сущёвском валу, на территории бывшего завода ЗИЛ и в метро в переходе между станциями Сретенский бульвар и Тургеневская), Мурманске, Мурмашах, Нижнем Новгороде, Новокузнецке Кемеровской области, Окуловке Новгородской области, Орехово-Зуеве Московской области,Орше Витебской области Беларуси, Перми, Петрозаводске, Пскове, Пугачёве, Пучеже Ивановской области, Пятигорске, Ростове-на-Дону, Санкт-Петербурге у здания Администрации Кировского района, у стадиона им. Кирова и на входе в Центральный парк культуры и отдыха имени С. М. Кирова на Елагином острове, Самаре, Саратове, Северодвинске, Тирасполе, Томске, Усть-Каменогорске (Казахстан), Шахтерске Донецкой области, Уржуме Кировской области, Хабаровске, Цепочкине Кировской области, Элисте (Калмыкия).
В 1939 году огромный памятник Кирову был установлен на набережной в Баку (демонтирован в 1994 году, после чего почти на том же месте, где он стоял была в 1995 году построена мечеть в стамбульском стиле).
23 февраля 2014 года на волне сноса памятников советской эпохи на Украине демонтирован памятник Сергею Кирову, установленный на центральной площади украинского Кировограда. В его честь город был назван в 1934 году. Власти и общественность приняли решение создать музей советских памятников под открытым небом. Также площадь Кирова была переименована в площадь Героев Майдана.

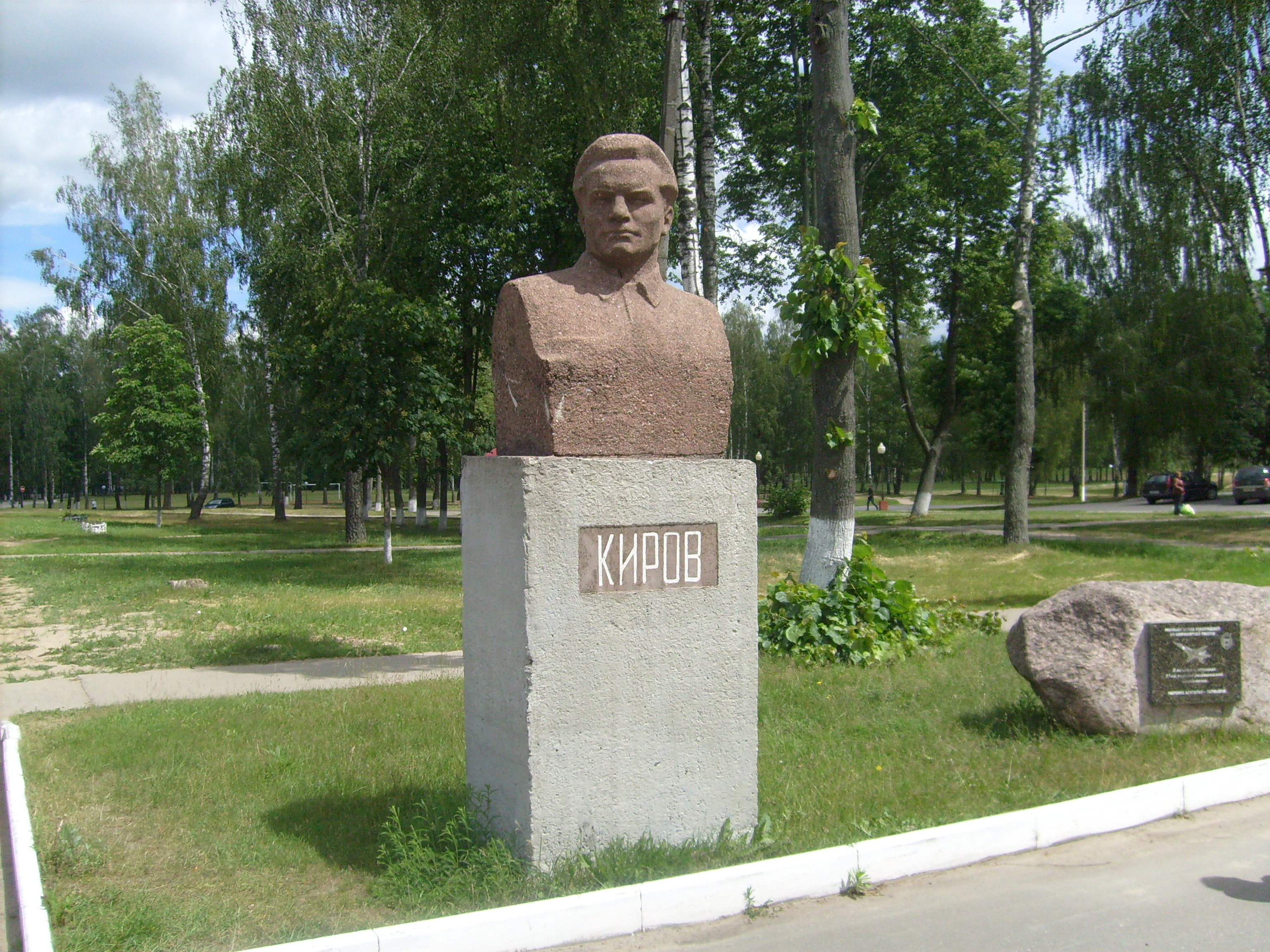
Быхов, Республика Беларусь
Владикавказ
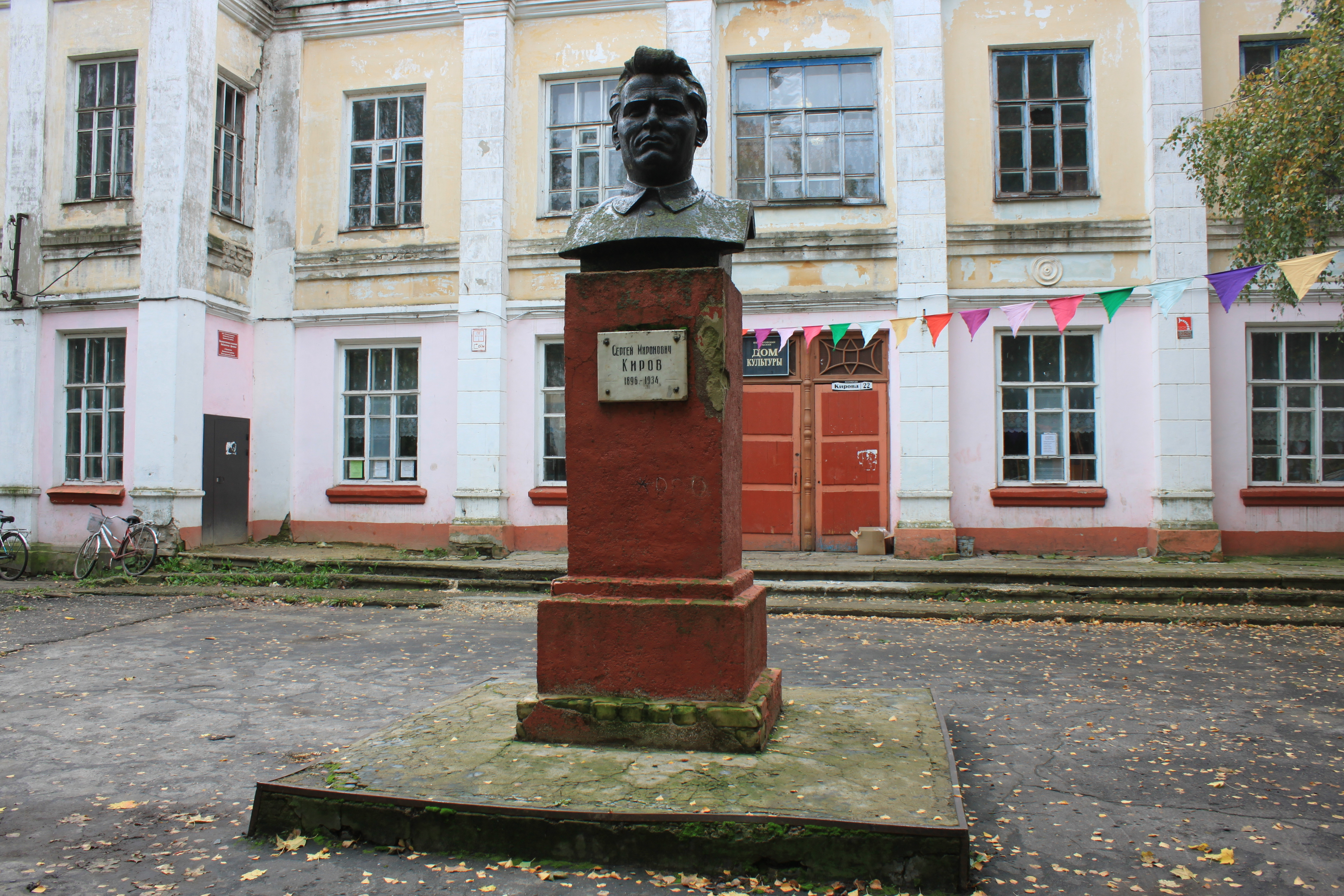
Водоватово, Нижегородская область
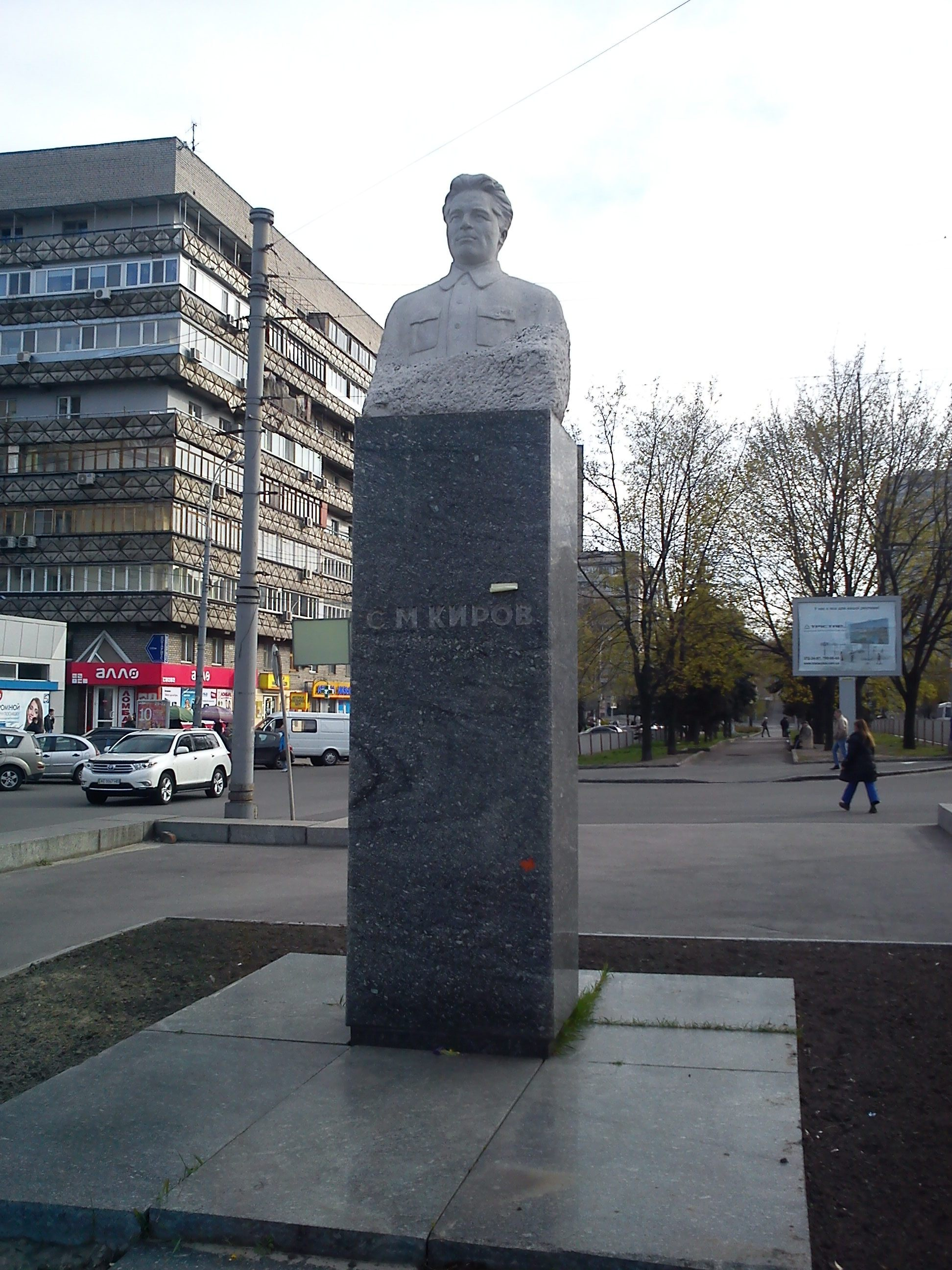
Днепропетровск, Украина (демонтирован)
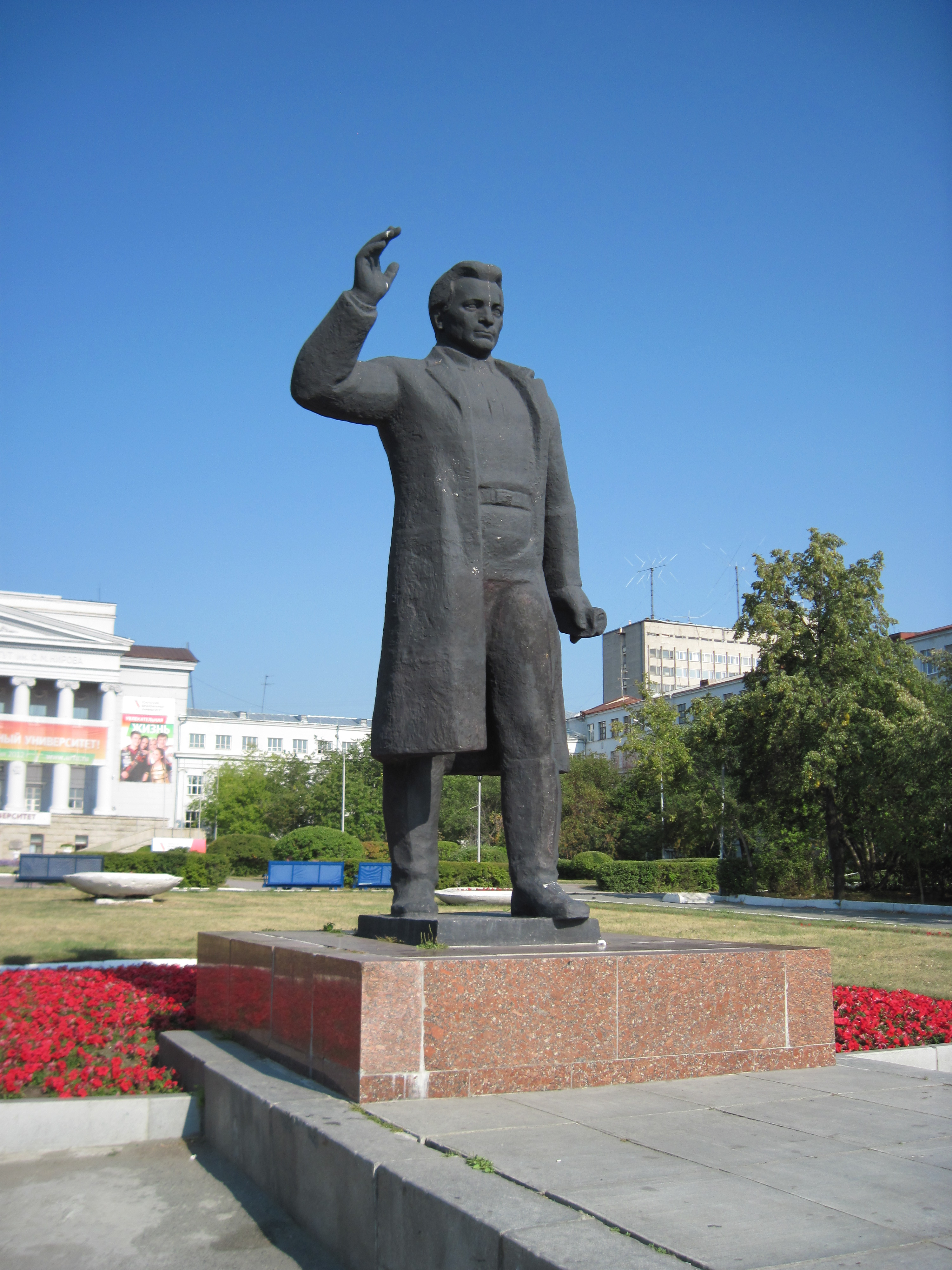
Екатеринбург
Запорожье, Украина (демонтирован)
Каспийск, Республика Дагестан
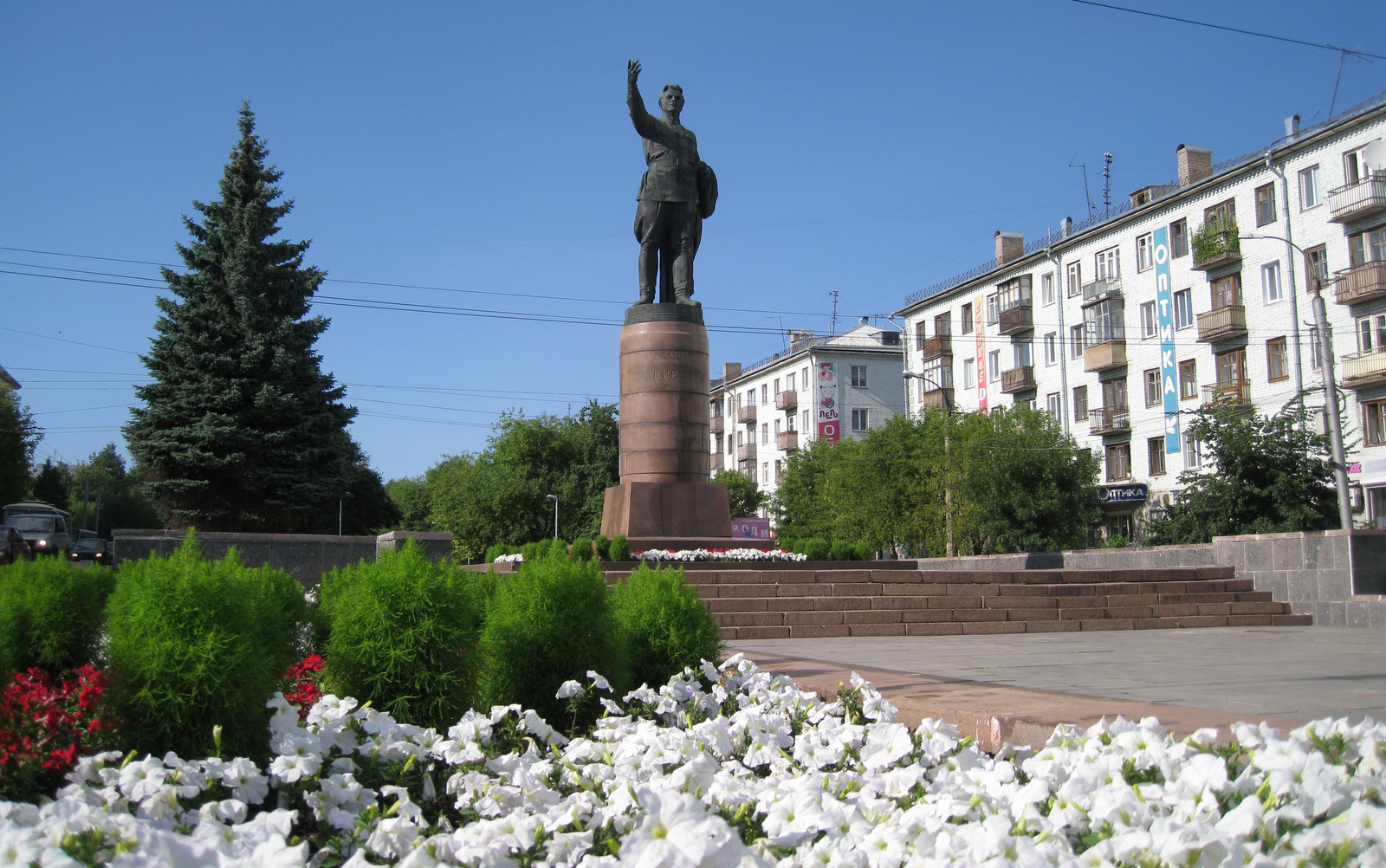
Киров
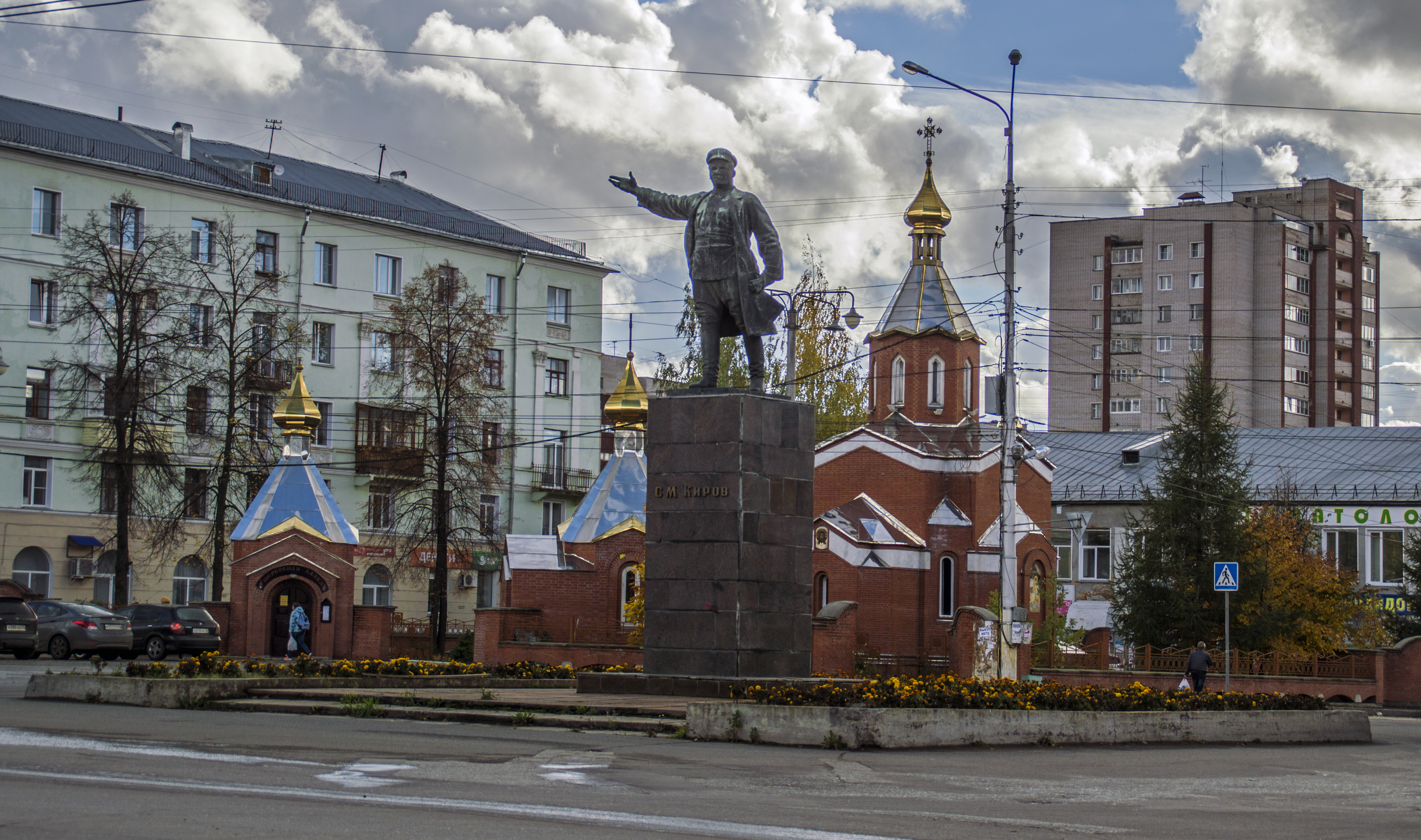
Киров
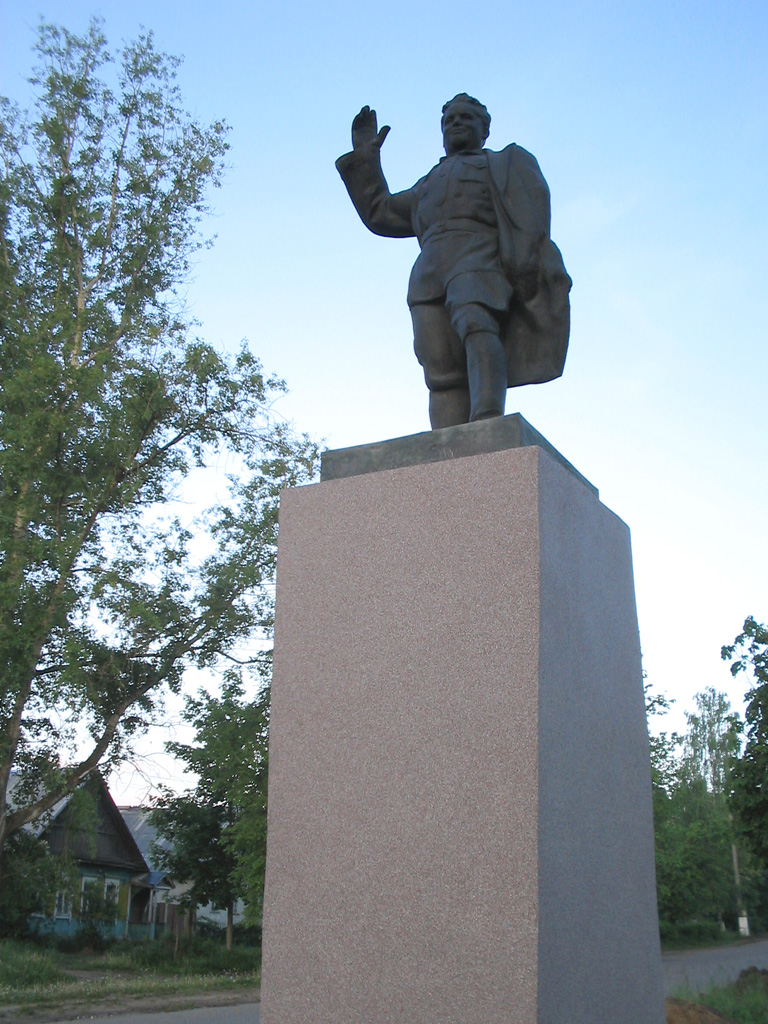
Киров, Калужская область
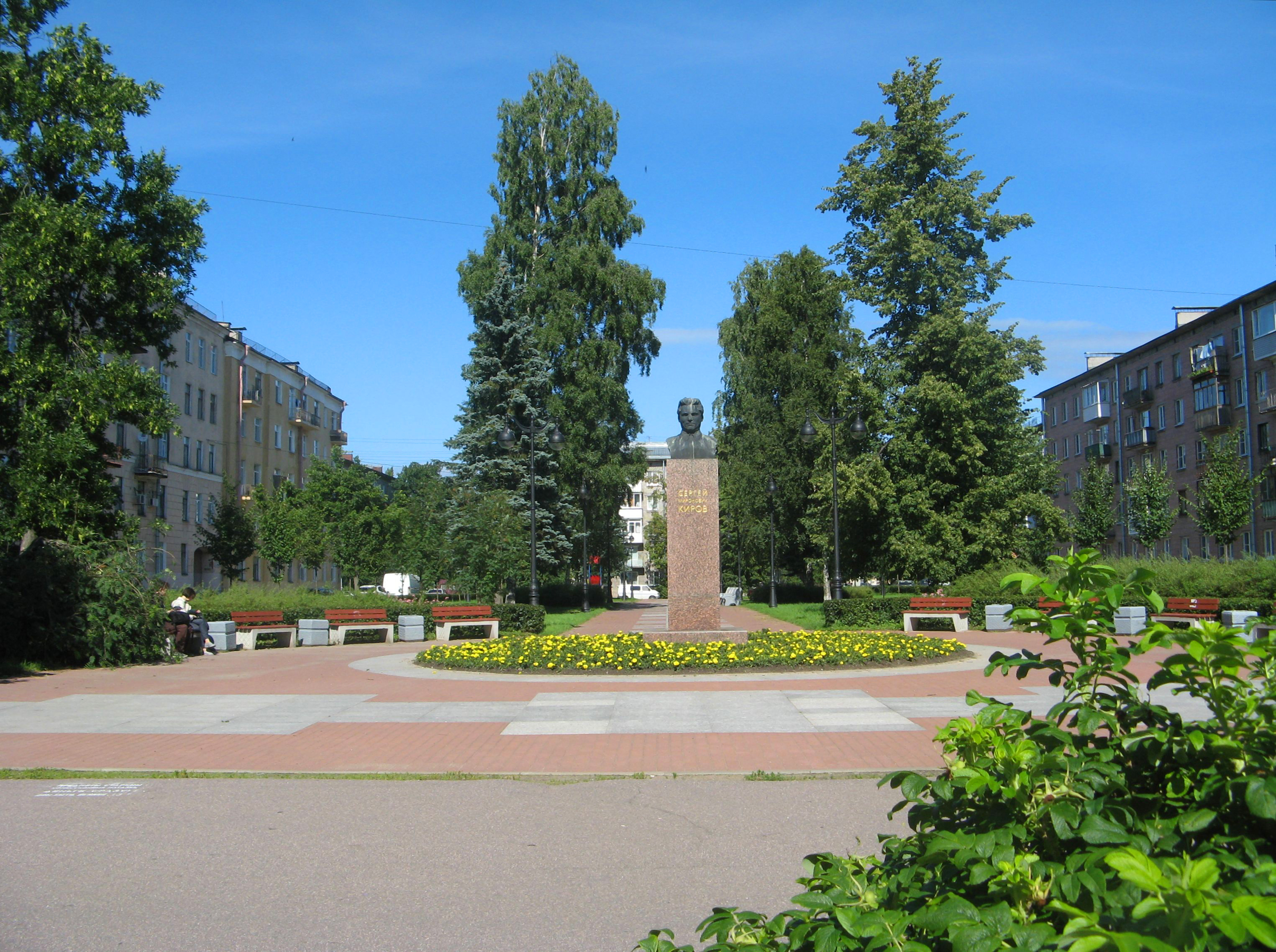
Кронштадт
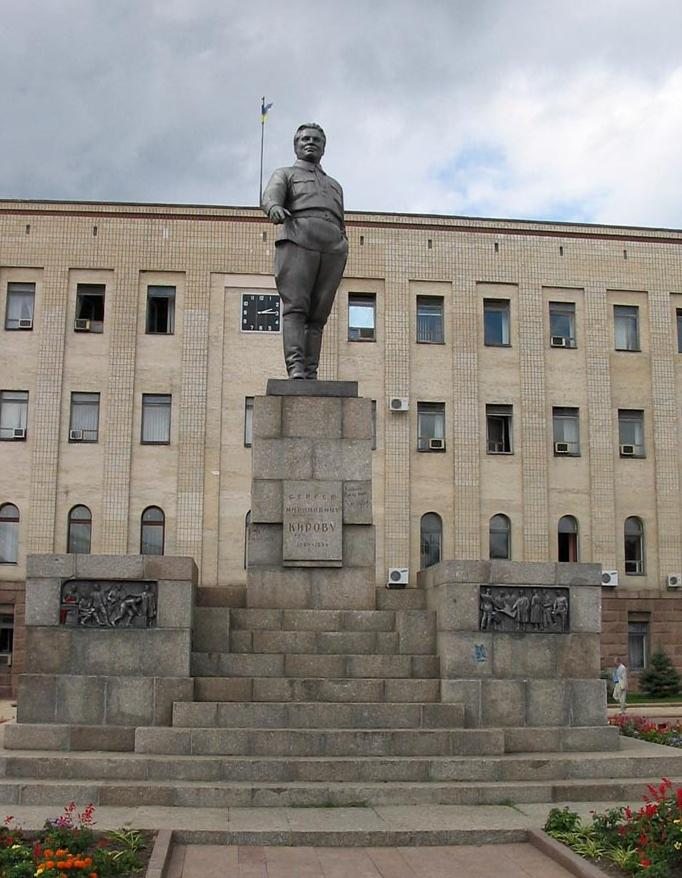
Кропивницкий, Украина (демонтирован после расстрела протестующих на Майдане в 2014)
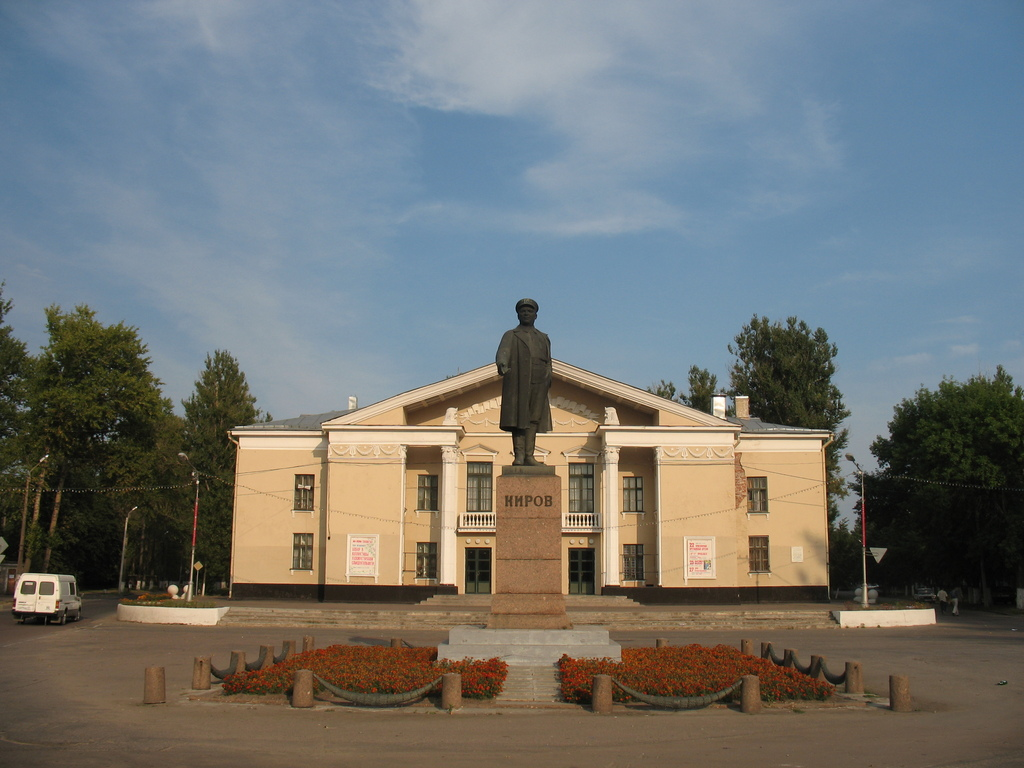
Кировск, Ленинградская область
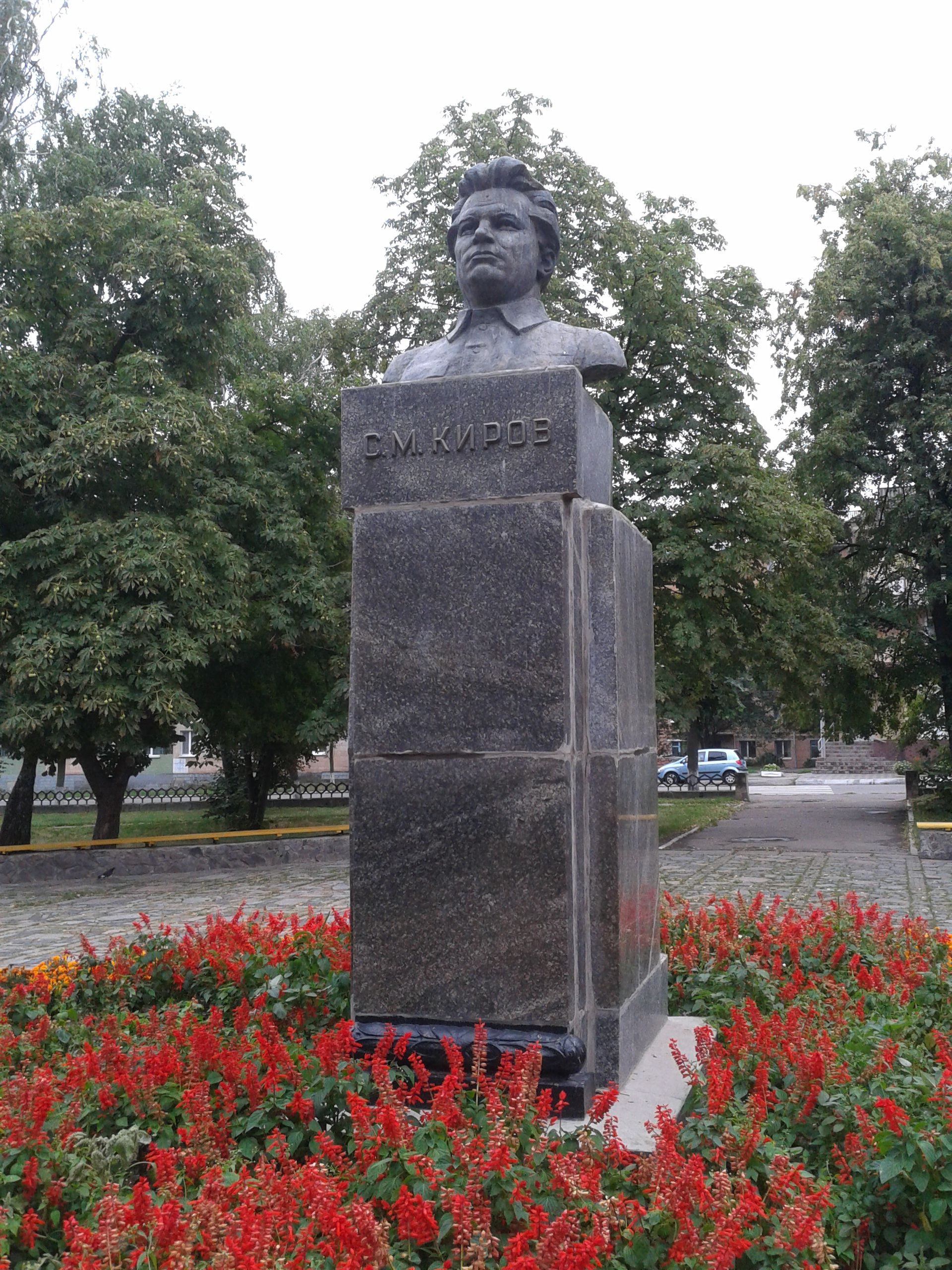
Лубны, Полтавская область, Украина (демонтирован)
Махачкала
Медвежьегорск, Карелия
Московское метро
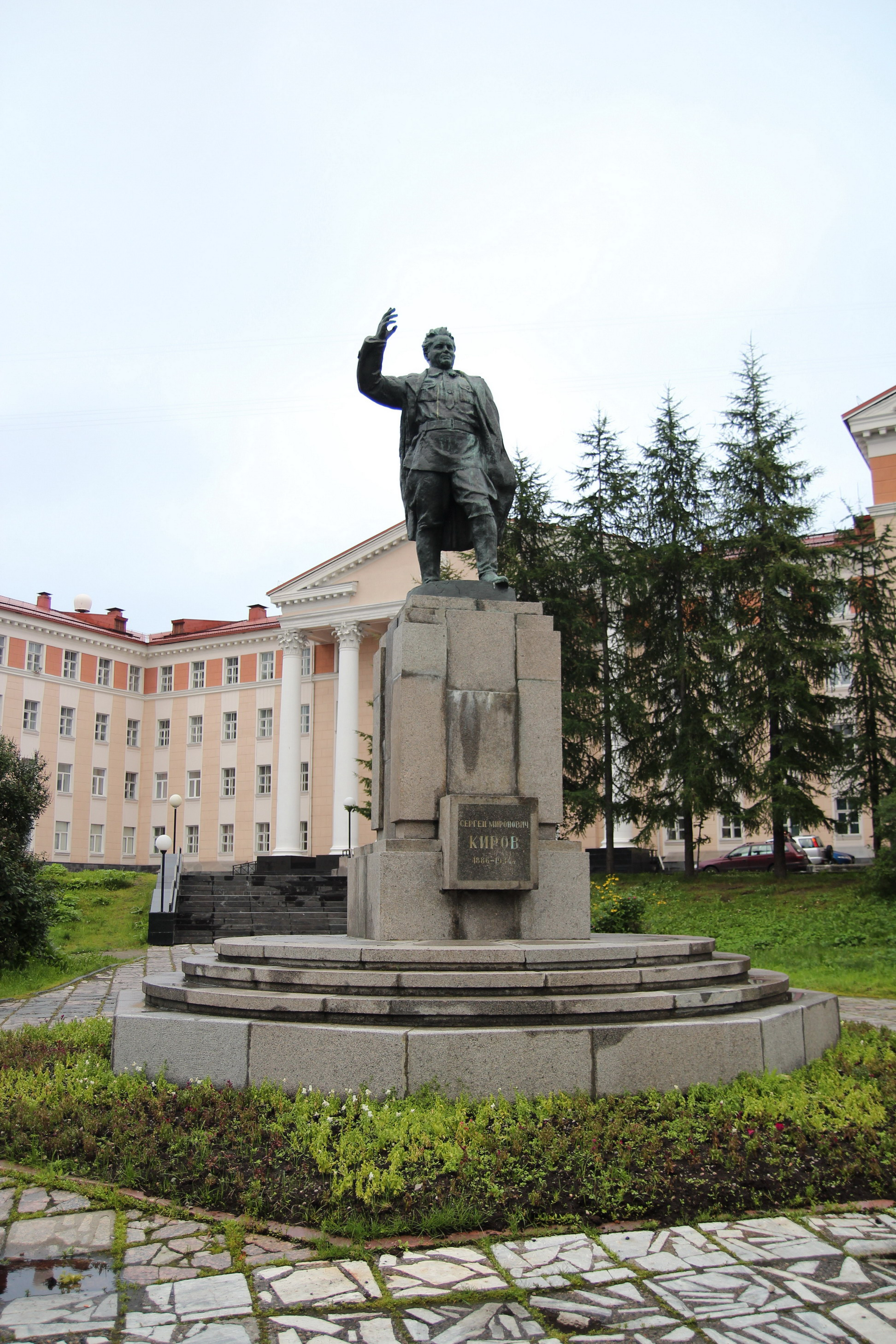
Мурманск
Натальинск, Свердловская область
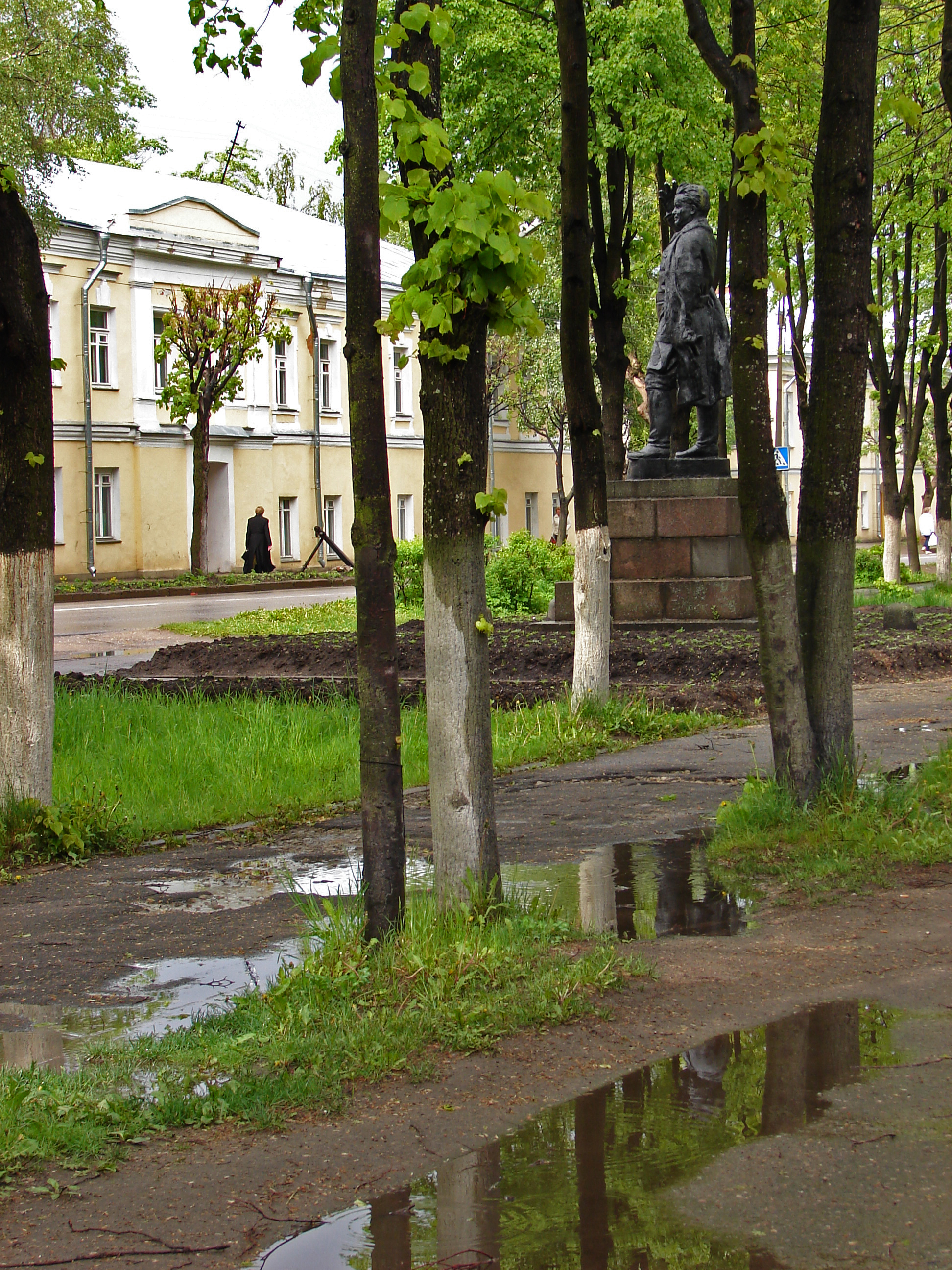
Новая Ладога, Ленинградская область
Новосибирск
Окуловка
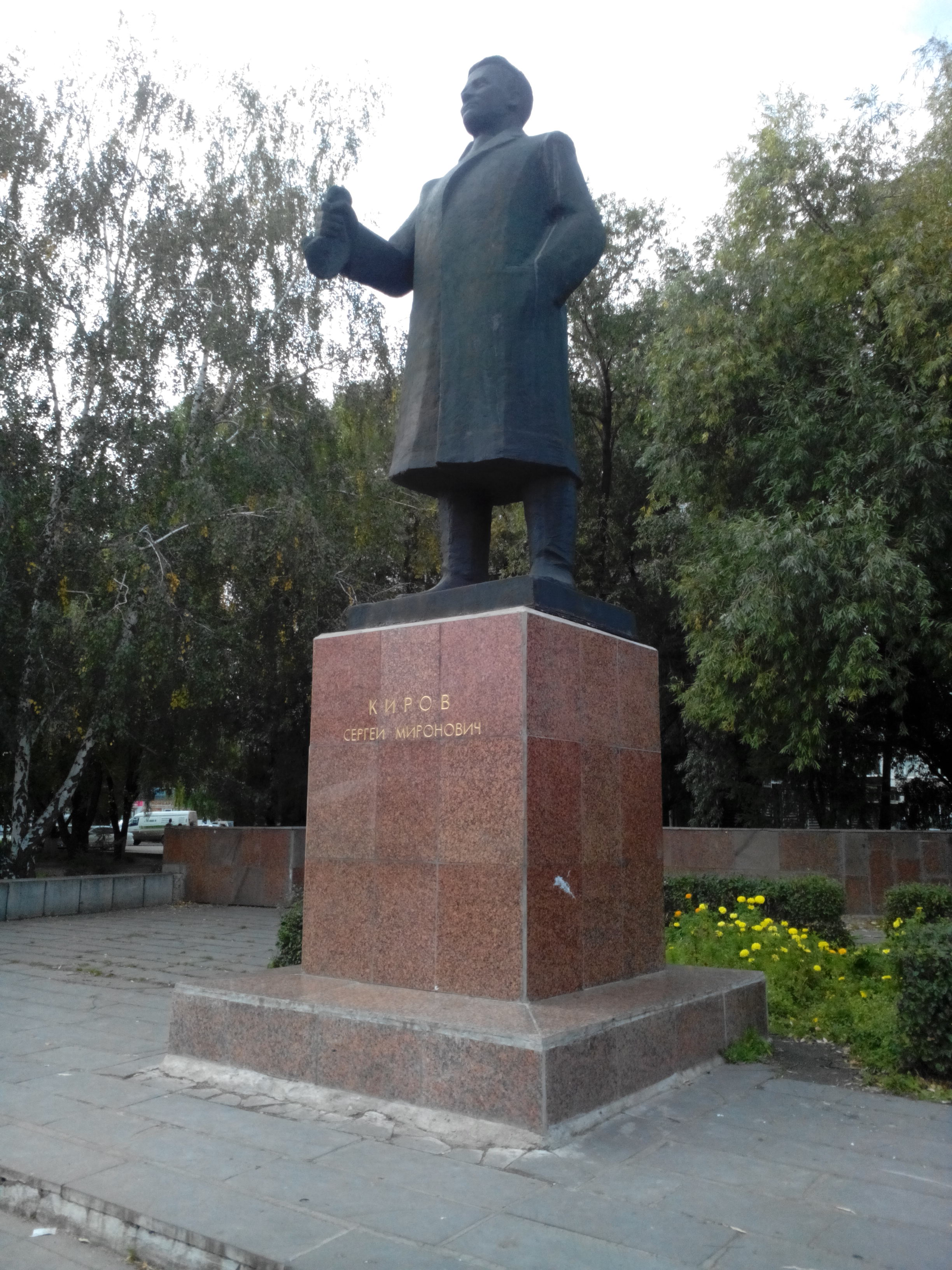
Омск
Пенза (демонтирован)
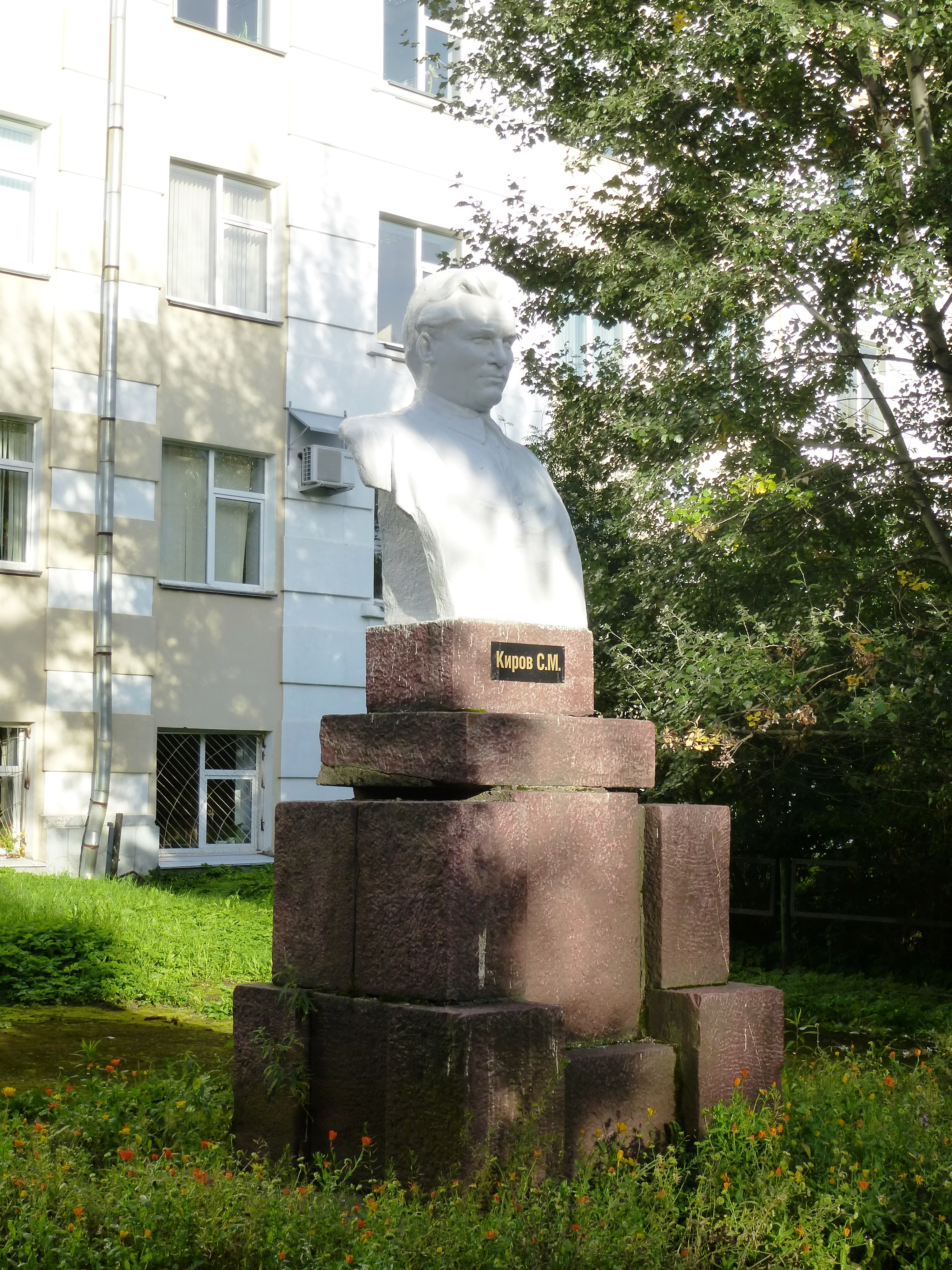
Петрозаводск
Печора, Республика Коми
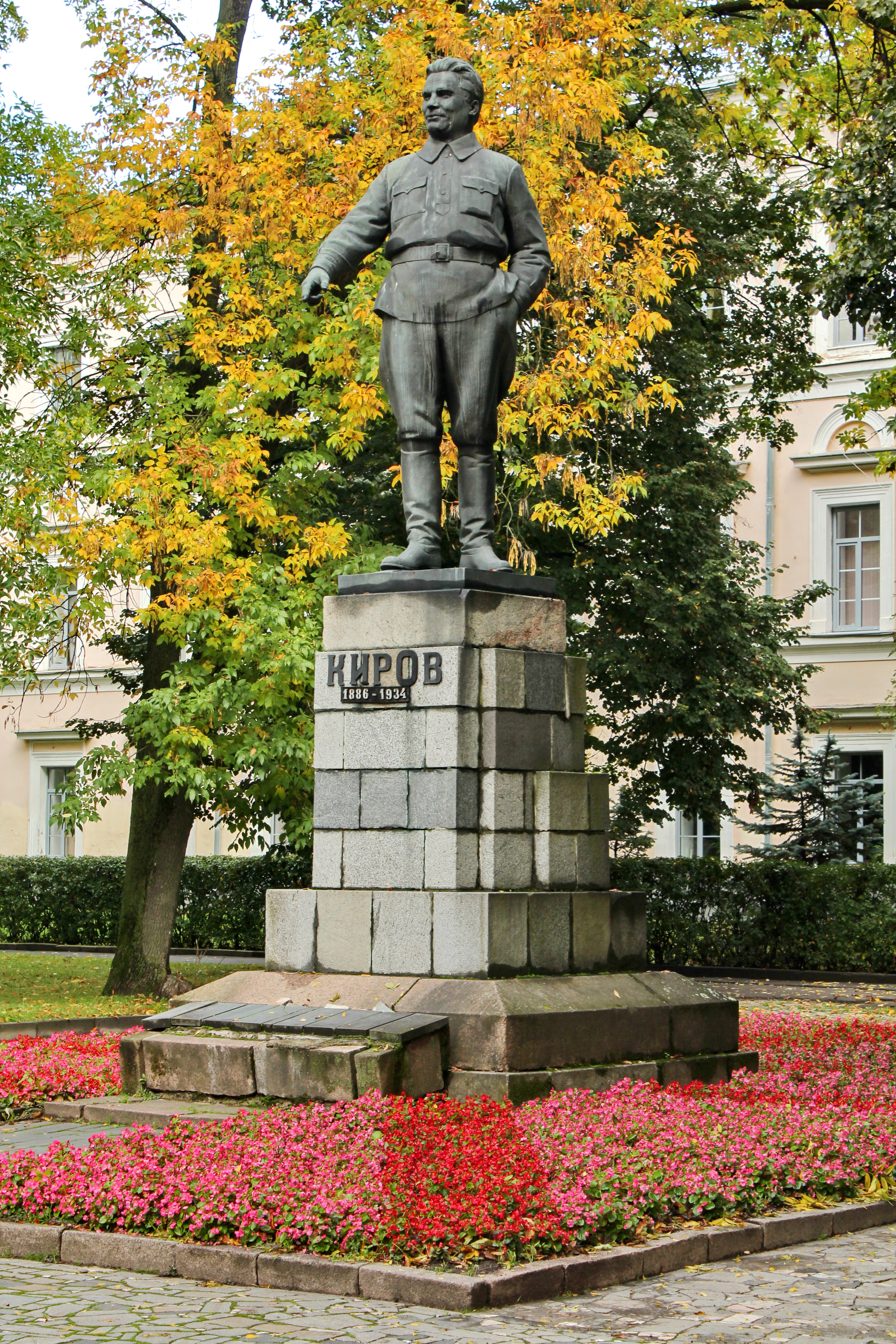
Псков
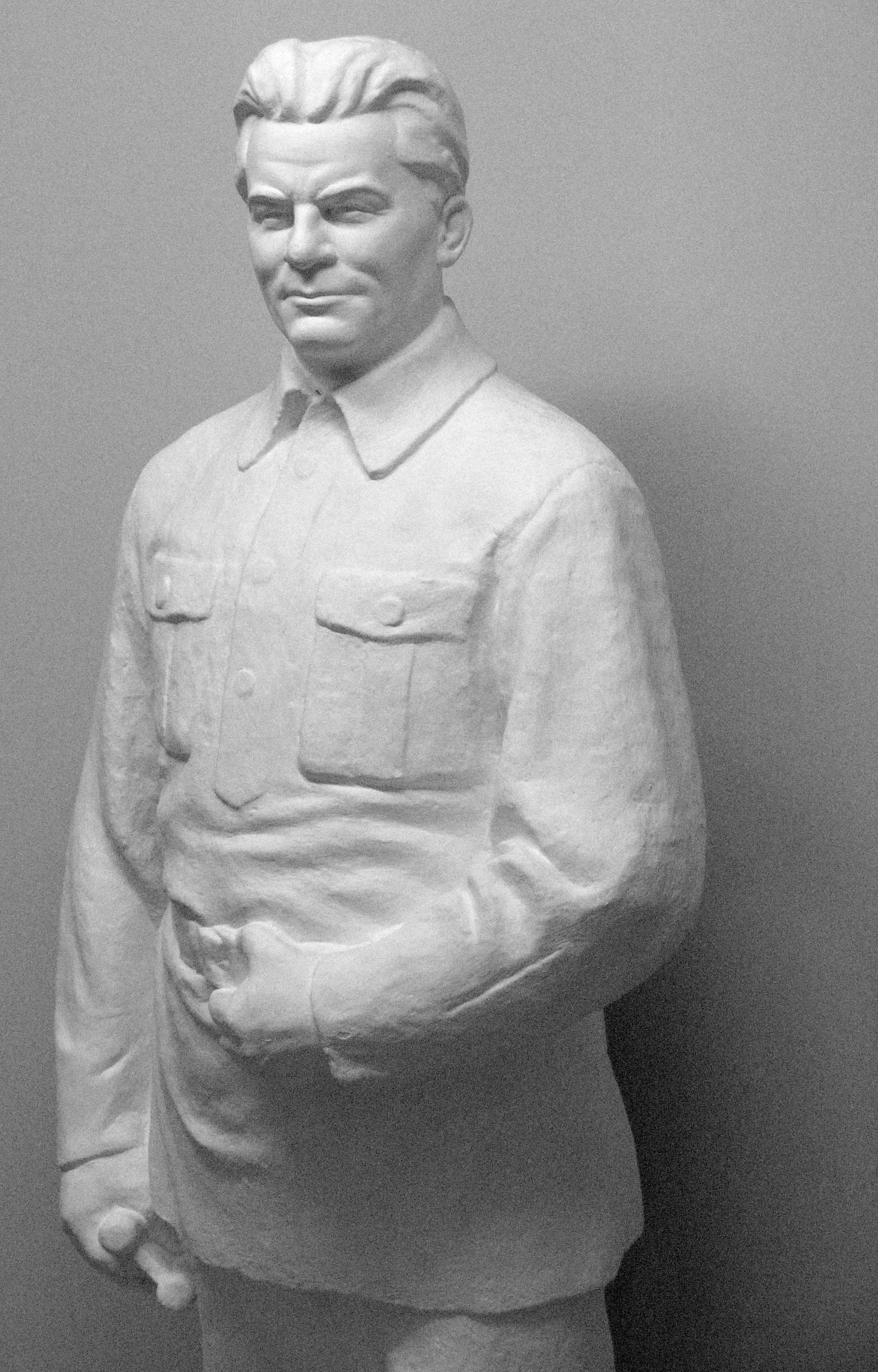
Санкт-Петербург, Дворец культуры им. С. М. Кирова
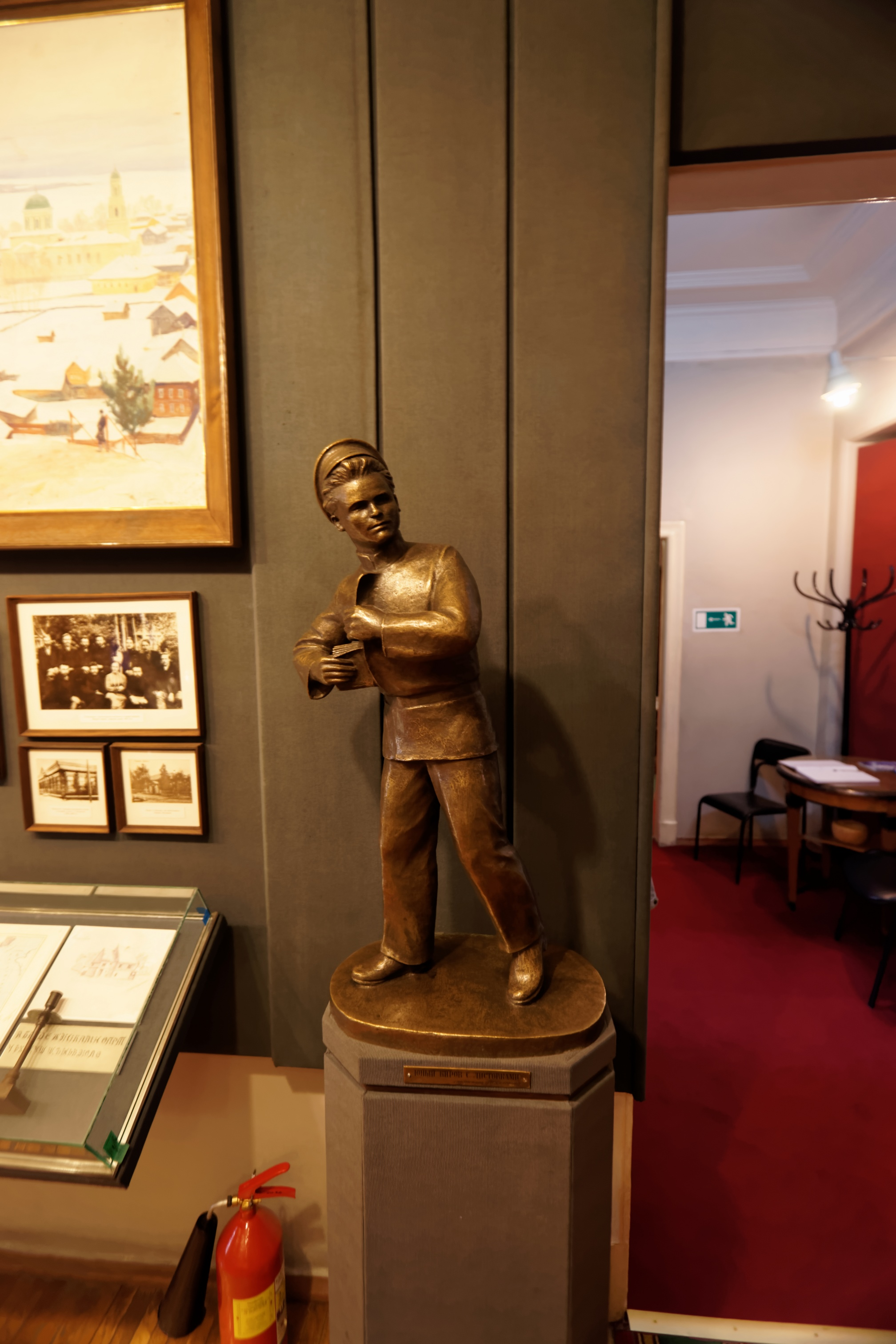
Санкт-Петербург, Музей С. М. Кирова
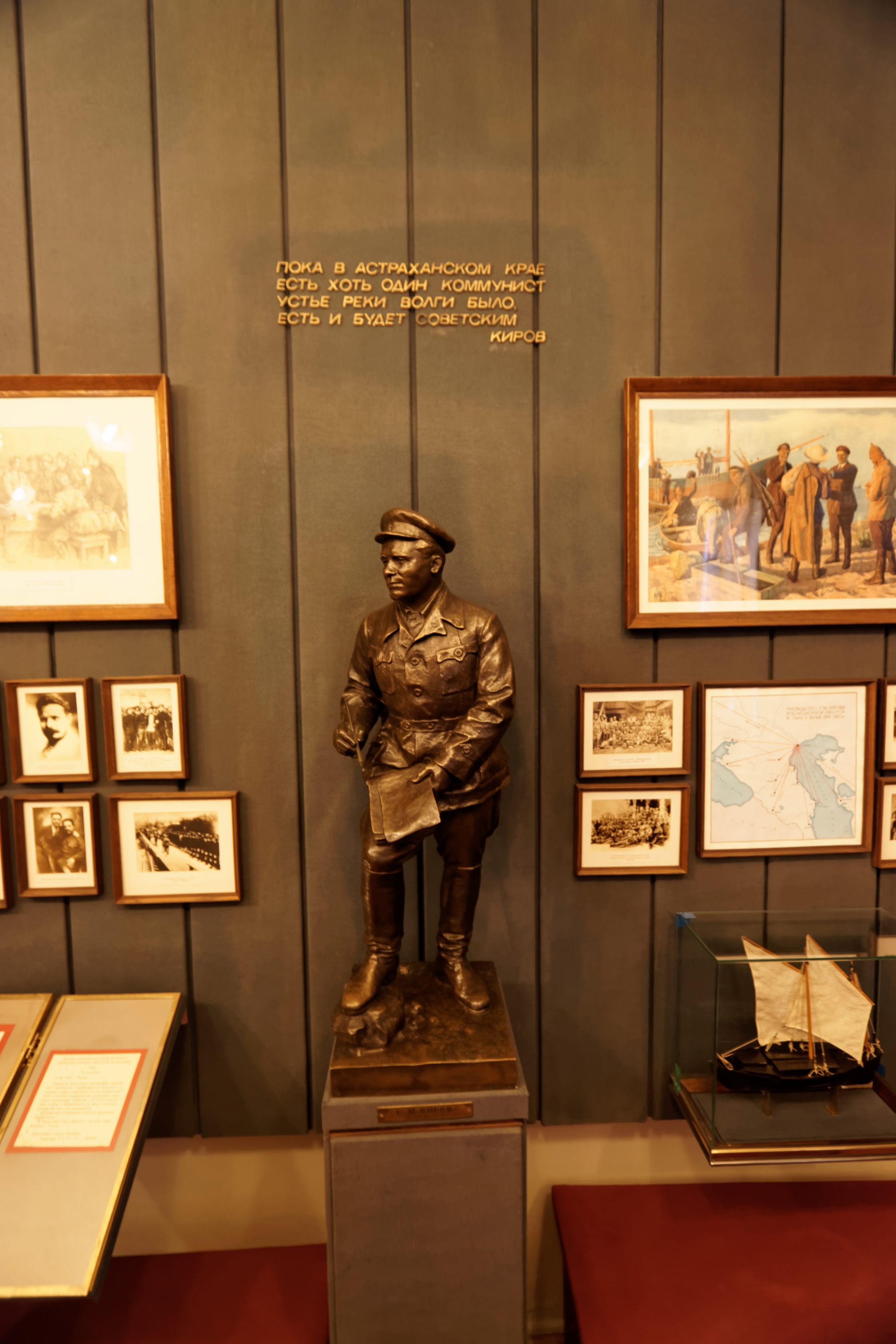
Санкт-Петербург, Музей С. М. Кирова
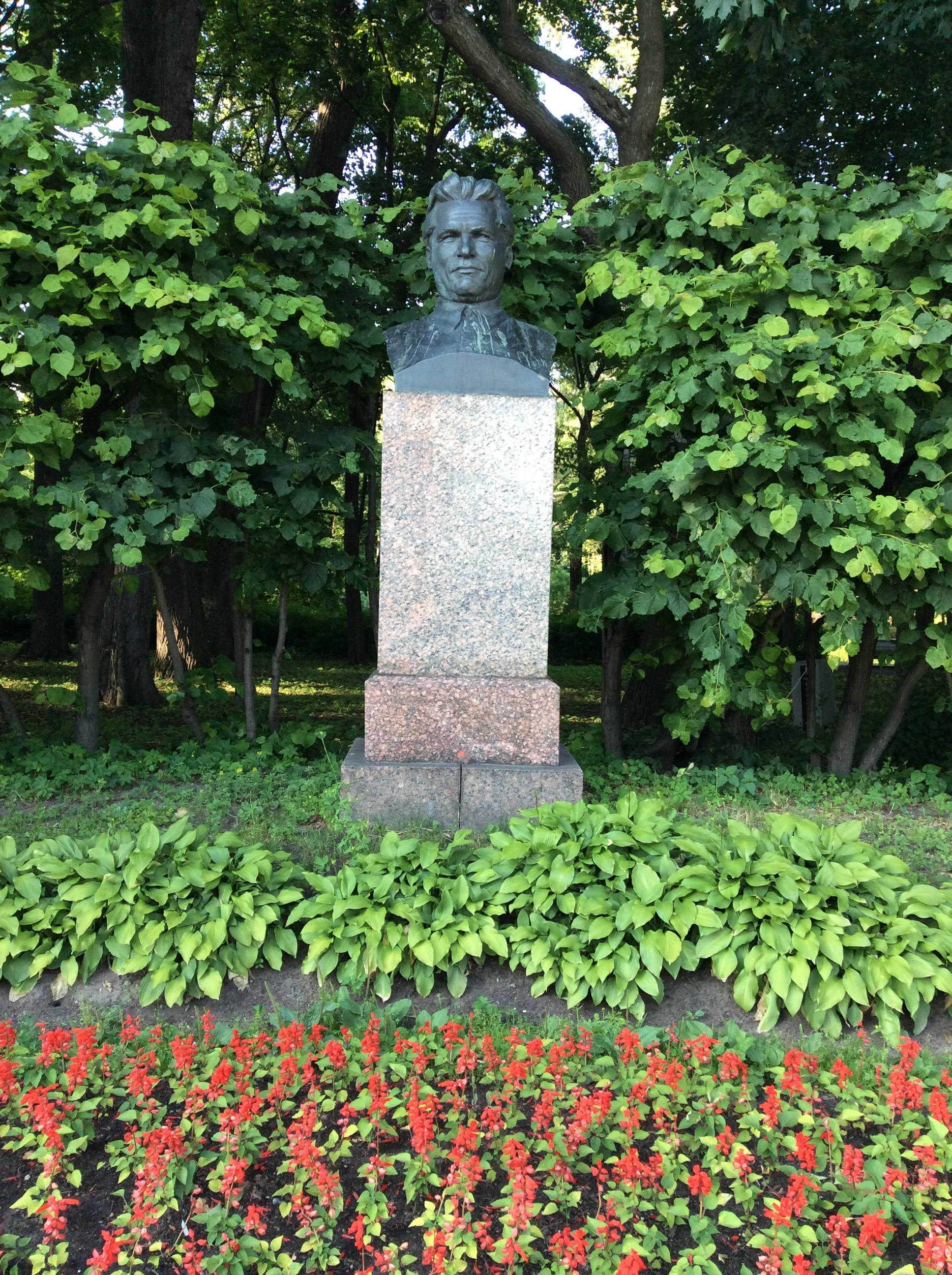
Санкт-Петербург, на Елагином острове
Саратов
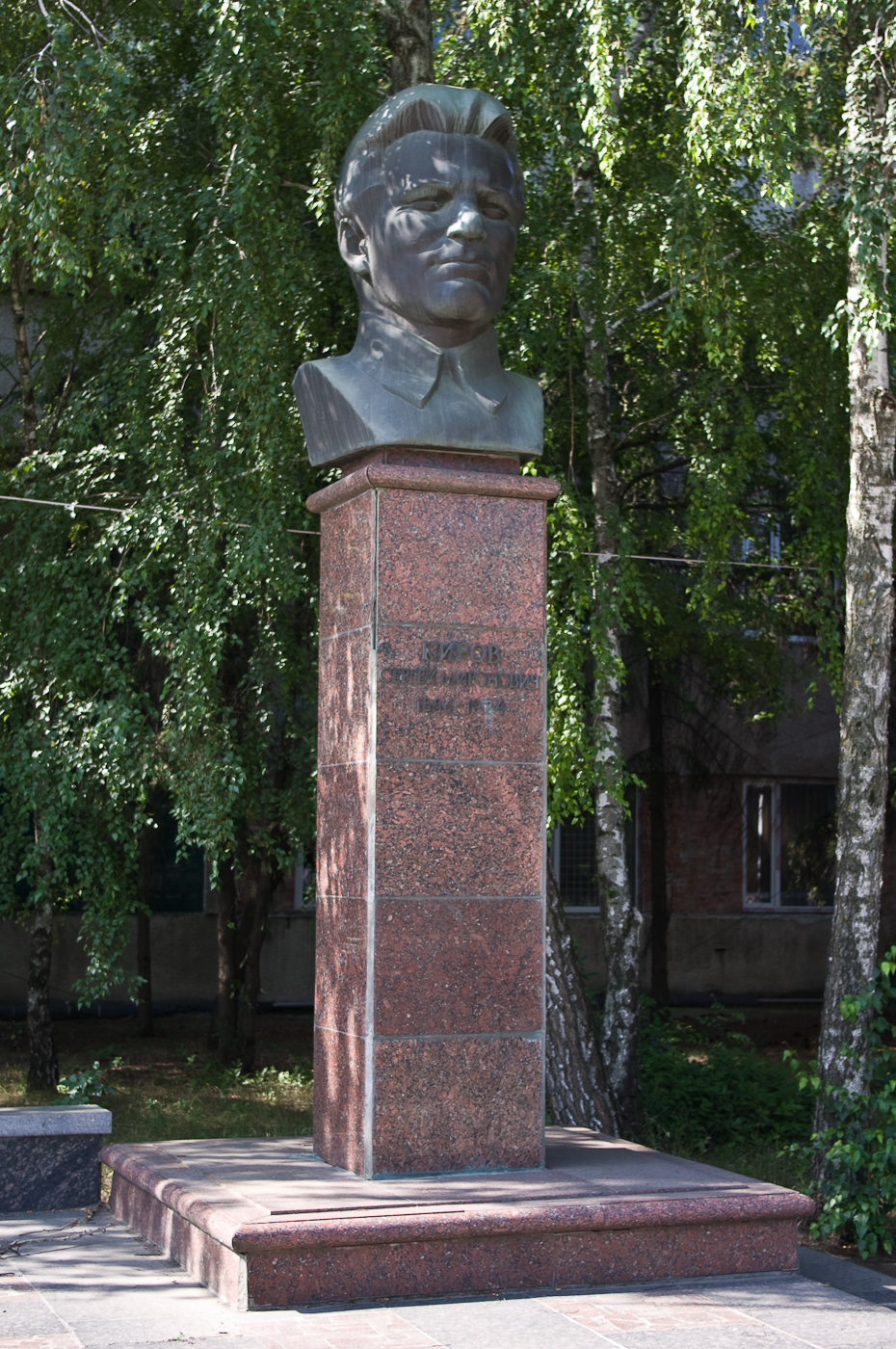
Тирасполь, Приднестровье
Томск
Усть-Каменогорск, Казахстан
Хабаровск
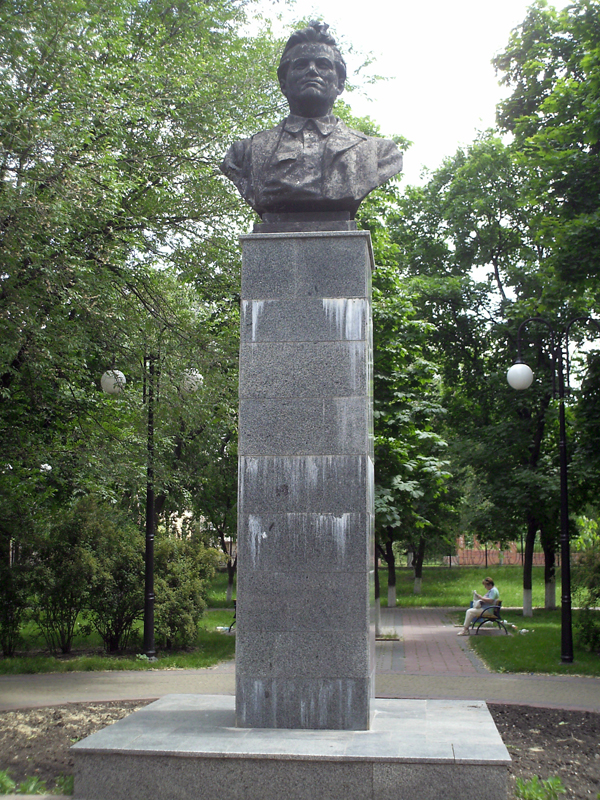
Харьков, Украина (демонтирован)
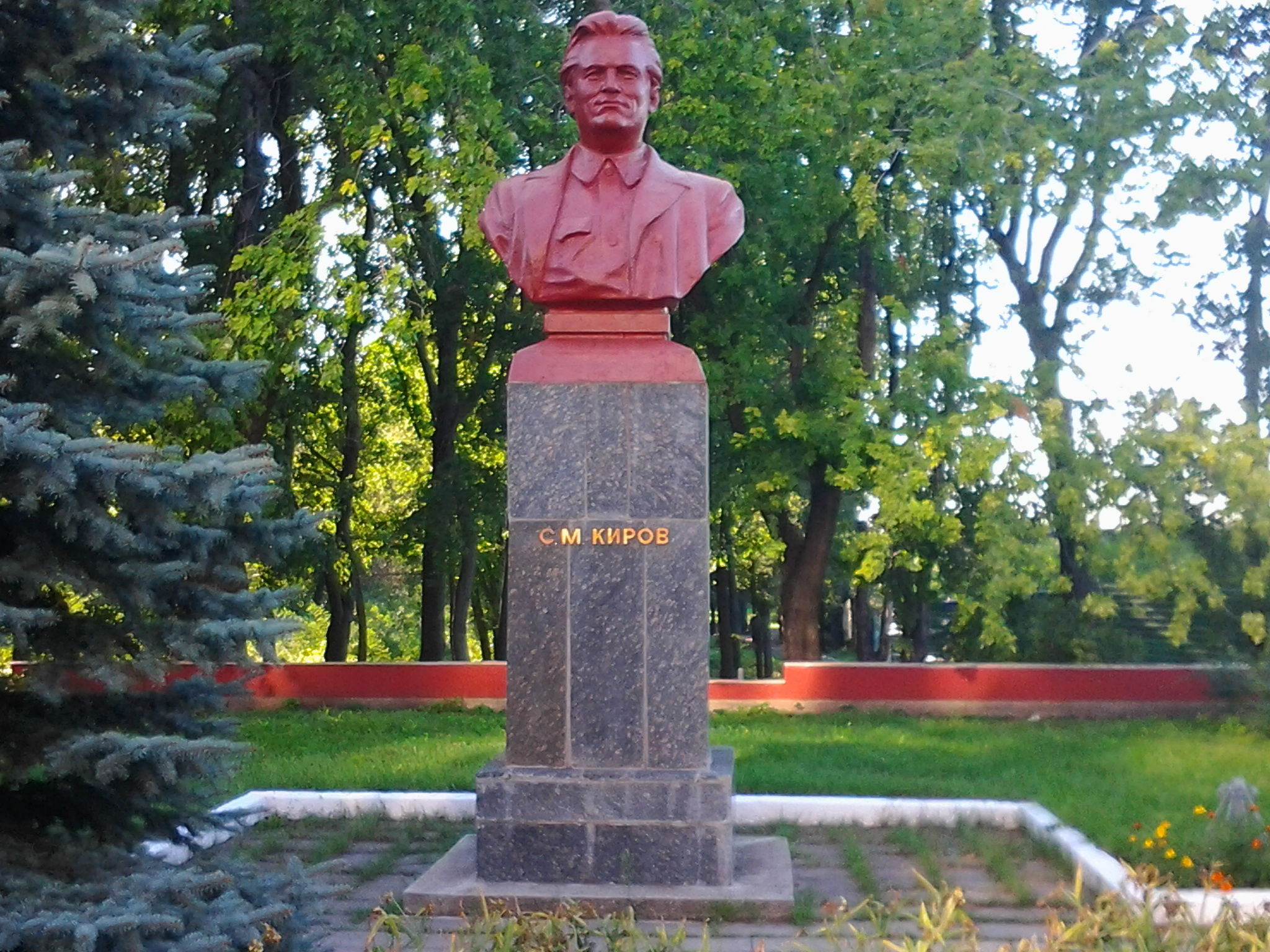
Харьков, Украина (демонтирован)
Элиста
Москва